# Medaille

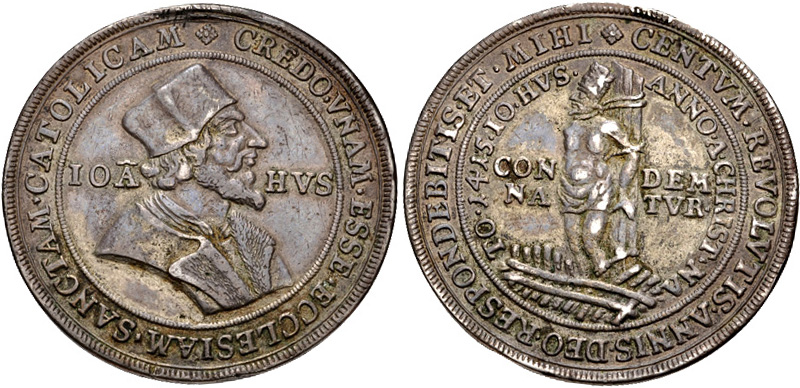
Sogenannter Hustaler, Medaille um 1717 zum Gedenken an den Tod des böhmischen Reformators Jan Hus

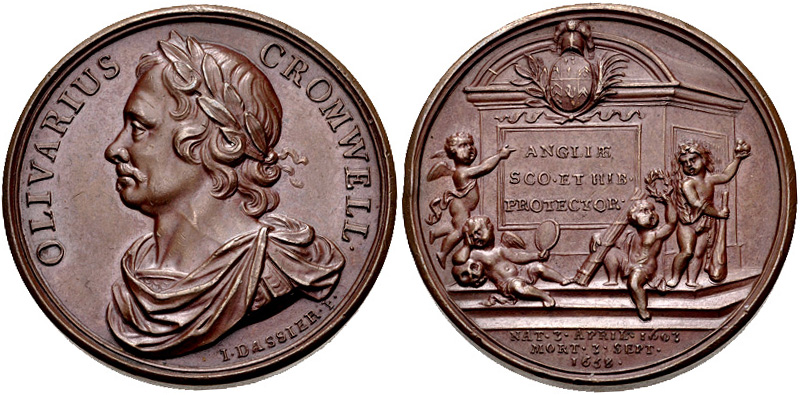
Medaille von Jean Dassier o. J. (1731), signiert mit I. DASSIER F(ecit). Oliver Cromwell, Lordprotector 1653–1658 (siehe auch Cromwelltaler)

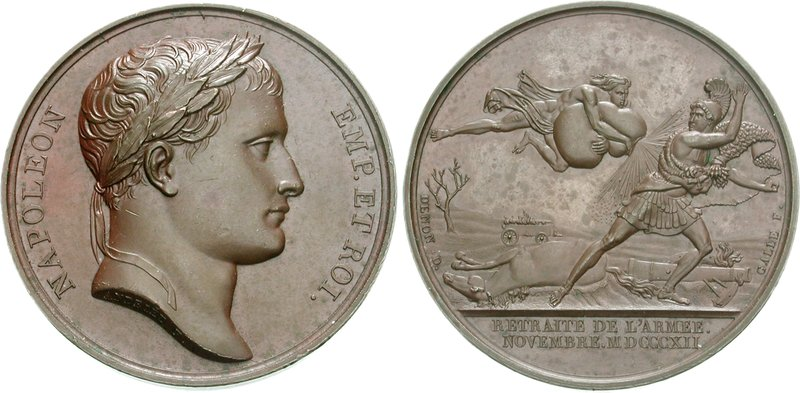
Napoleonische Tapferkeitsmedaille von 1812 (Schlacht an der Beresina)

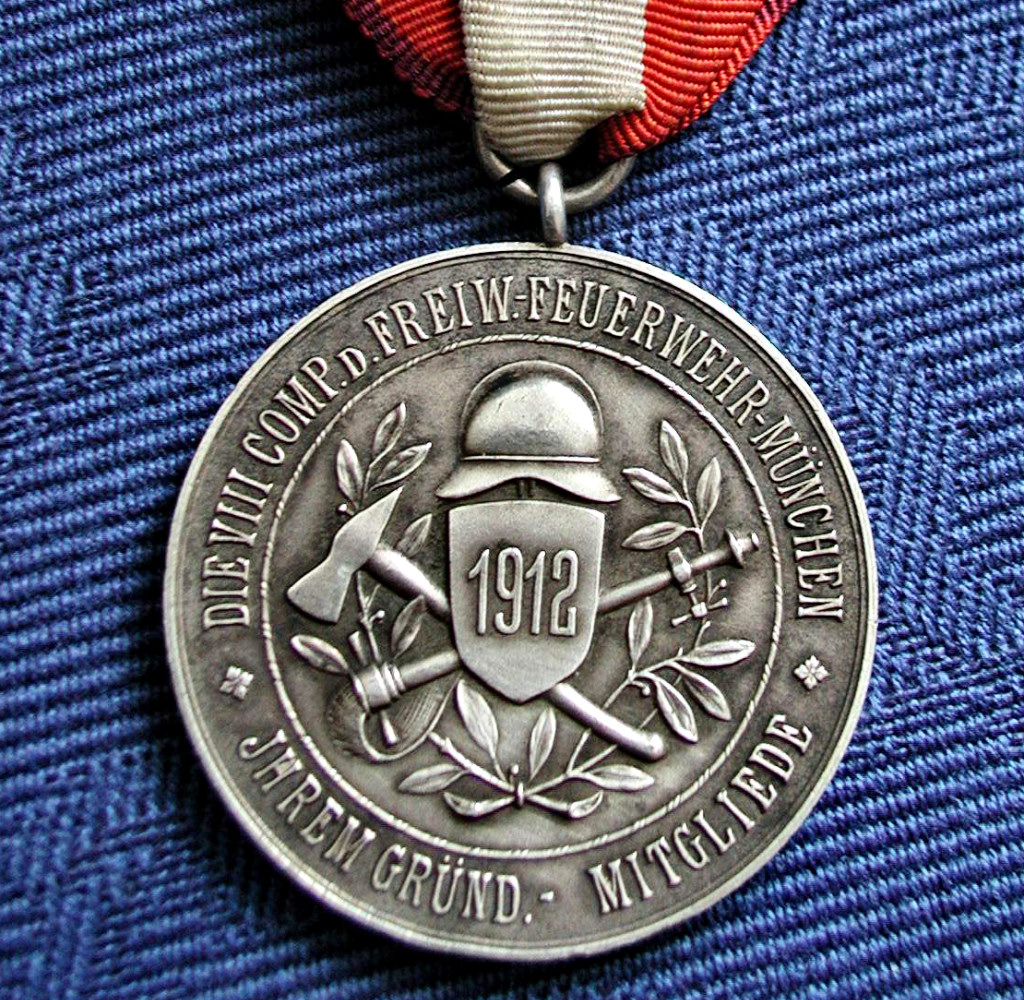
Gedenkmedaille der Feuerwehr München (1912)

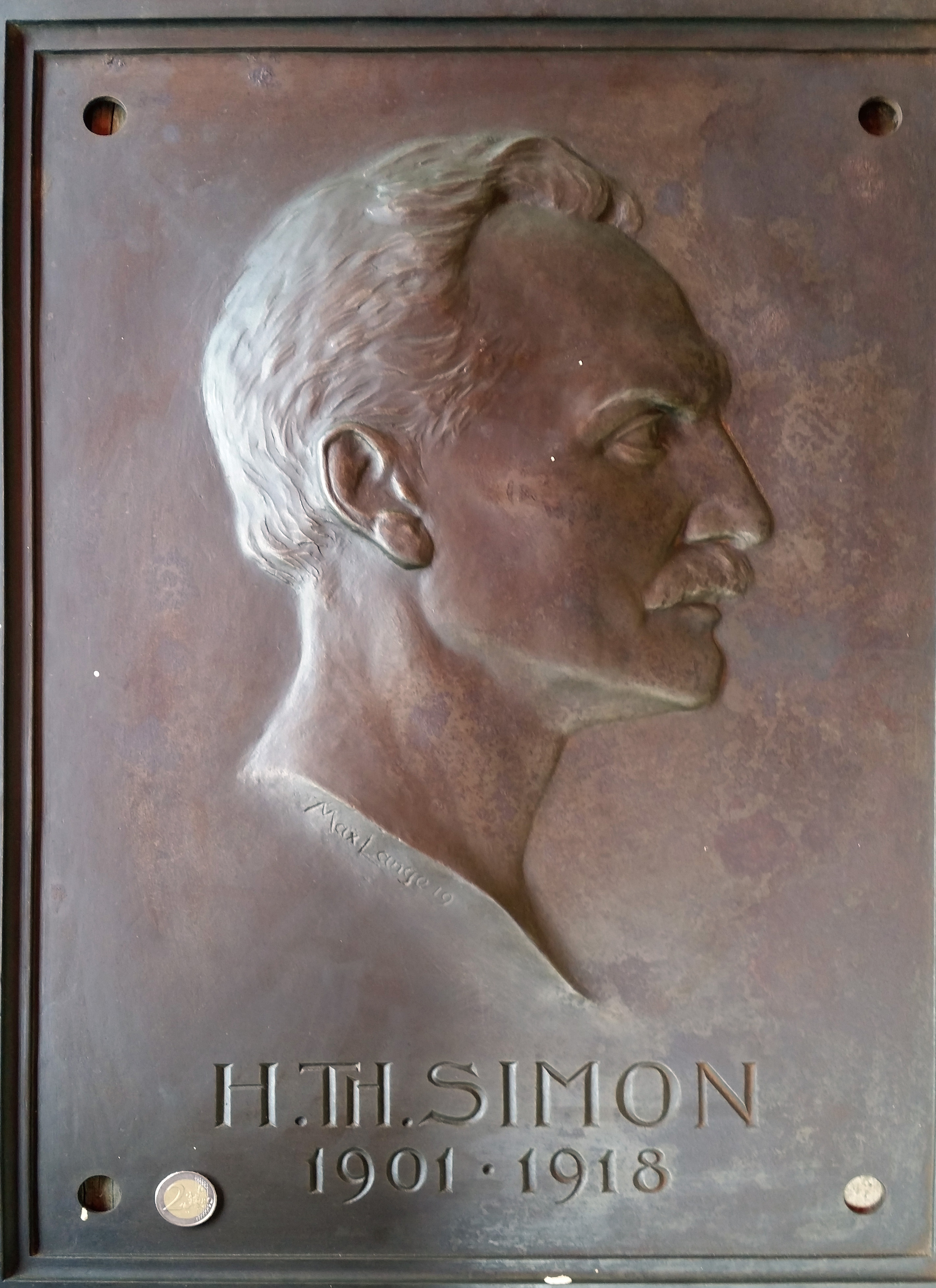
Einseitige Gussplatte (Plakette, Medaille) 430 × 600 mm des Hermann Theodor Simon. Werk von Max Lange aus seiner Zeit in Göttingen (1919), Guss Firma Hermann Gladenbeck

Eine Medaille [meˈdaljə] ist in der Numismatik ein rundes oder ovales münzähnliches Metallstück mit Prägung, das keine Zahlungsmittelfunktion besitzt, sondern u. a. als Sammlerobjekt sowie Ehren- und Verdienstauszeichnung dient.

## Etymologie
Das Fremdwort stammt aus dem Französischen (französisch médaille), das sich aus dem Wort für Metall (lateinisch metallum) ableitete, wobei der Wandel von „t“ zu „d“ aus dem Galloromanischen zu erklären ist. Medaille ist eine Augmentativbildung zu „kleine Münze“ (italienisch medaglia), morphologisch zugehörig ist das Medaillon.

## Abgrenzungen
Der Numismatiker Max Bernhart definierte im zitierten Buch die Medaillen als „alle nicht dem Geldverkehr dienenden, münzähnlichen Stücke“. Plaketten sind für ihn Medaillen von „meist rechteckiger, auch sechs- und achteckiger Form“. Medaillen und Plaketten können für ihn ein- oder zweiseitig geprägt sein. Enge Wortverwandtschaft besteht zum Medaillon, bei dem es sich um eine in ein Schmuckstück eingearbeitete Medaille oder eingearbeitetes Bildnis handelt.
In der Renaissance wurden Medaillen erstmals als Kunstobjekte verwendet, dabei diente das römische Schwergeld als Vorbild. Ursprünglich wurden Medaillen aus Metall gegossen. Seit sich Münzprägeverfahren durchgesetzt haben, werden bis auf vereinzelte Ausnahmen auch Medaillen geprägt. Medaillen können in Positiv- oder Negativprägung hergestellt werden. Bei größerer Tiefe der Motive können sie den Charakter einer Kleinplastik annehmen.
Medaillen dürfen nicht mit Münzen verwechselt werden. Münzen werden als offizielles Zahlungsmittel geprägt und etwa ab dem 18. Jahrhundert (zum Teil auch schon viel früher) mit einem Nennwert versehen. Sie können nur von staatlicher bzw. offizieller Seite hergestellt und ausgegeben werden. Im Gegensatz dazu können Medaillen (unter Beachtung einiger weniger Einschränkungen) z. B. auch von Unternehmen, Vereinen oder Privatpersonen hergestellt werden.
Mitunter kann es auch vorkommen, dass Münzen für Medaillen gehalten werden. So wurden zunächst die besonders umfangreich gestalteten Prägungen, wie z. B. die Weidenbaumtaler von 1627 zunächst für Medaillen gehalten, die jedoch Reichstaler sind.
Bei Zwitterprägungen kann es vorkommen, dass zwei unterschiedliche Münzstempel so zusammengestellt werden, dass die damit erzeugte Prägung für eine Medaille (Zwittermedaille) Verwendung findet.
Die Medaille ähnelt der Plakette und wird gelegentlich mit dieser verwechselt. Plaketten zeigen in der Regel eine einseitige erhabene Darstellung, wohingegen Medaillen auf beiden Seiten Bildmotive oder Schrift aufweisen. Aus dem Umstand, dass die Vorder- und Rückseite (Avers und Revers) der Medaille normalerweise verschieden gestaltet sind, erklärt sich die Redensart von der „Kehrseite der Medaille“. Damit wird zum Ausdruck gebracht, dass der angesprochene Sachverhalt nicht nur Vor-, sondern auch Nachteile aufweisen kann. (Der Ausdruck Kehrseite ist eine Verdeutschung von Revers, die in der zweiten Hälfte des 18. Jahrhunderts aufkam und sich trotz Opposition des Lexikographen Adelung durchsetzte.)
Als Medaillon bezeichnet man eine besonders große Bildnismedaille, wie sie z. B. an Denkmälern zu finden ist, oder ein rundes oder ovales Ornament oder einen runden oder ovalen Schmuckanhänger.
Die Unterschiede zwischen Münzen und Medaillen lassen sich wie folgt zusammenfassen:
| Münzen                                                                | Medaillen                                                |
| --------------------------------------------------------------------- | -------------------------------------------------------- |
| gesetzliches Zahlungsmittel                                           | Sammelobjekt                                             |
| mit aufgeprägtem Nennwert, Münznominal                                | ohne Nennwert                                            |
| im staatlichen Auftrag von staatlichen Münzprägeanstalten hergestellt | im Auftrag von Privatunternehmen hergestellt             |
| Metallwert orientiert sich am Nennwert                                | Kurswert oder Sammlerwert orientieren sich am Metallwert |

Medaillen dienen nicht dem Geldverkehr und erfordern insoweit auch keinen Nennwert. Selbst wenn sie einen Nennwert besitzen, sind sie kein Geld, weil es an der staatlichen Denomination fehlt. Dessen ungeachtet besitzen sie über ihren Metallwert hinaus wegen ihrer künstlerischen Gestaltung und/oder ihrer Rarität und wegen ihres Alters einen Sammlerwert, der meist über dem Metallwert liegt.
„Münzähnlich“ bedeutet, dass es sich um meist runde oder auch ovale, auf beiden Seiten (Vorderseite „Avers“ und Rückseite „Revers“) geprägte und aus Metall bestehende, handliche Gegenstände mit Münzcharakter handelt. Eine numismatische Definition des Begriffs der Medaille fällt schwer und kann nur durch den Unterschied zur Münze gelingen. Dem flachen Relief der Münze mit den konventionell festgehaltenen Reversdarstellungen steht das weit höhere Relief der Medaille und die Mannigfaltigkeit der Darstellungen gegenüber. Das Bild der Medaille ist meist durch einen erhöhten Rand abgeschlossen. Da die Medaille keine Münze ist und nur wie sie aussieht, fehlt ihr auch das für Münzen typische Münznominal. Medaillen enthalten bildliche Darstellungen und anlassbedingte Aufschriften, sie dienen auch als Ehren- und Verdienstauszeichnungen. Sie vermitteln eine Fülle von Informationen und belegen anschaulich den Wandel der Stilrichtungen in der Kunst seit der Renaissance.

## Rechtsfragen
Gemäß § 1 MünzG prägt der Bund Münzen (deutsche Euromünzen) gemäß der Verordnung (EG) Nr. 975/98 vom 3. Mai 1998 über die Stückelungen und die technischen Merkmale der für den Umlauf bestimmten Euro-Münzen aus. Münzen sind dadurch ein gesetzliches Zahlungsmittel. Der Rechtsbegriff der Münze ist deshalb zunächst begrenzt auf Münzen als gesetzliches Zahlungsmittel. Der Begriffsinhalt der Münze erfährt jedoch in § 2 Abs. 1 MünzG eine Ausdehnung auf Sammlermünzen, die auf Euro lauten und Gedenkmünzen sind und auf deutsche Euro-Münzen in Sonderausführung.
In § 1 Nr. 2 MedaillenV ist der Rechtsbegriff „Medaillen“ (oder „Münzstücke“) negativ definiert als „Metallgegenstände, die das Aussehen oder die technischen Eigenschaften einer deutschen Euro-Gedenkmünze im Sinne des § 2 Abs. 1 Nr. 1 MünzG haben, keine Münzrohlinge sind und nicht aufgrund des Münzgesetzes, der währungsrechtlichen Vorschriften anderer Staaten oder der von den Europäischen Gemeinschaften erlassenen Rechtsvorschriften ausgeprägt und in den Verkehr gebracht werden“.

## Geschichte
Die ersichtlich ersten Medaillen stammten aus den Niederlanden, wo zwei große und offensichtlich zusammengehörige Stücke Konstantin den Großen und Kaiser Heraklius darstellen, deren einheitliche Rückseiten auf die Legende von der Kreuzauffindung anspielen. Jean de Valois, duc de Berry erwarb diese um 1400 entstandenen ältesten Medaillen im Jahre 1402.

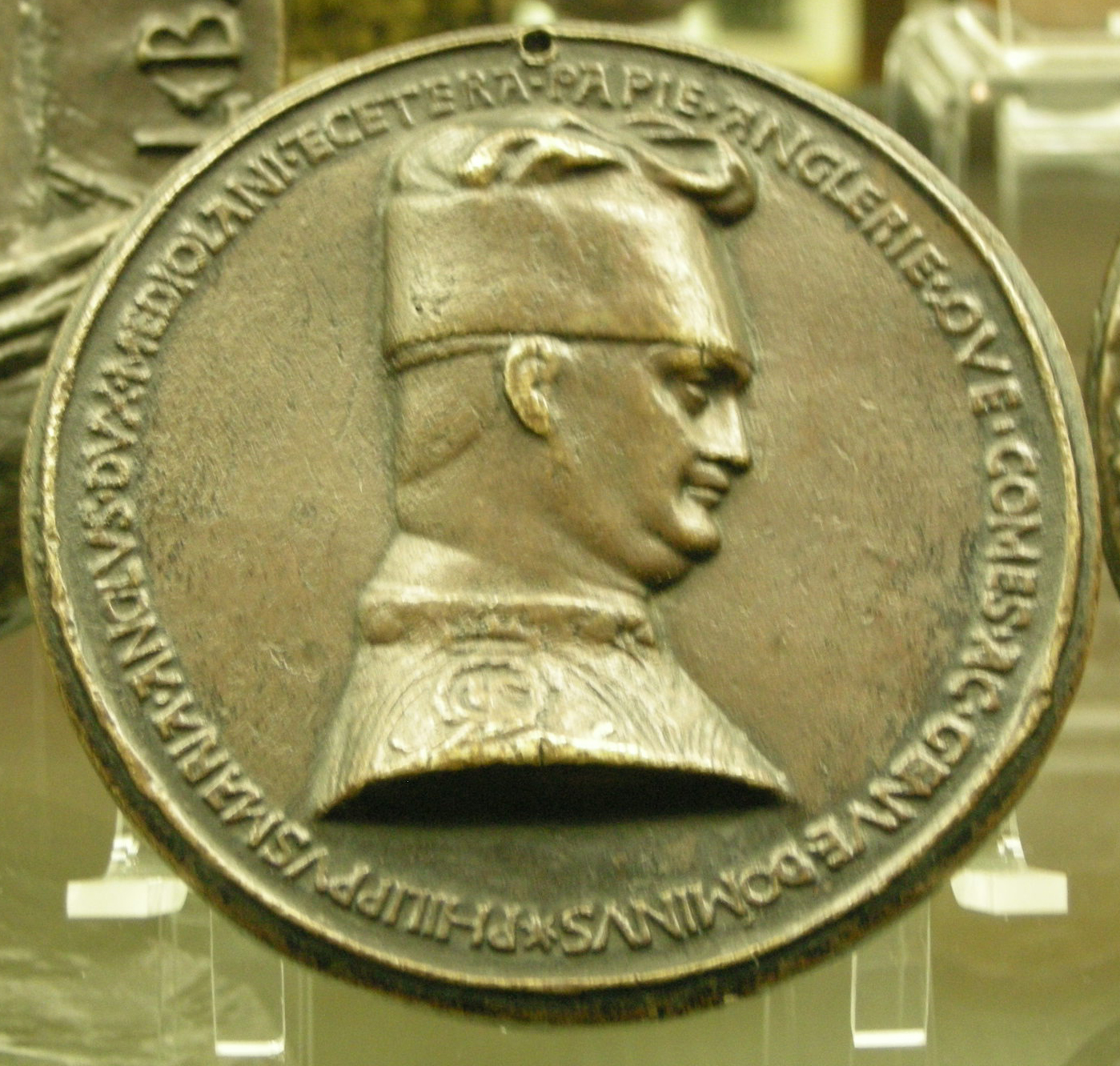
Antonio Pisanello – Medaille mit der Büste von Filippo Maria Visconti (nach 1438)
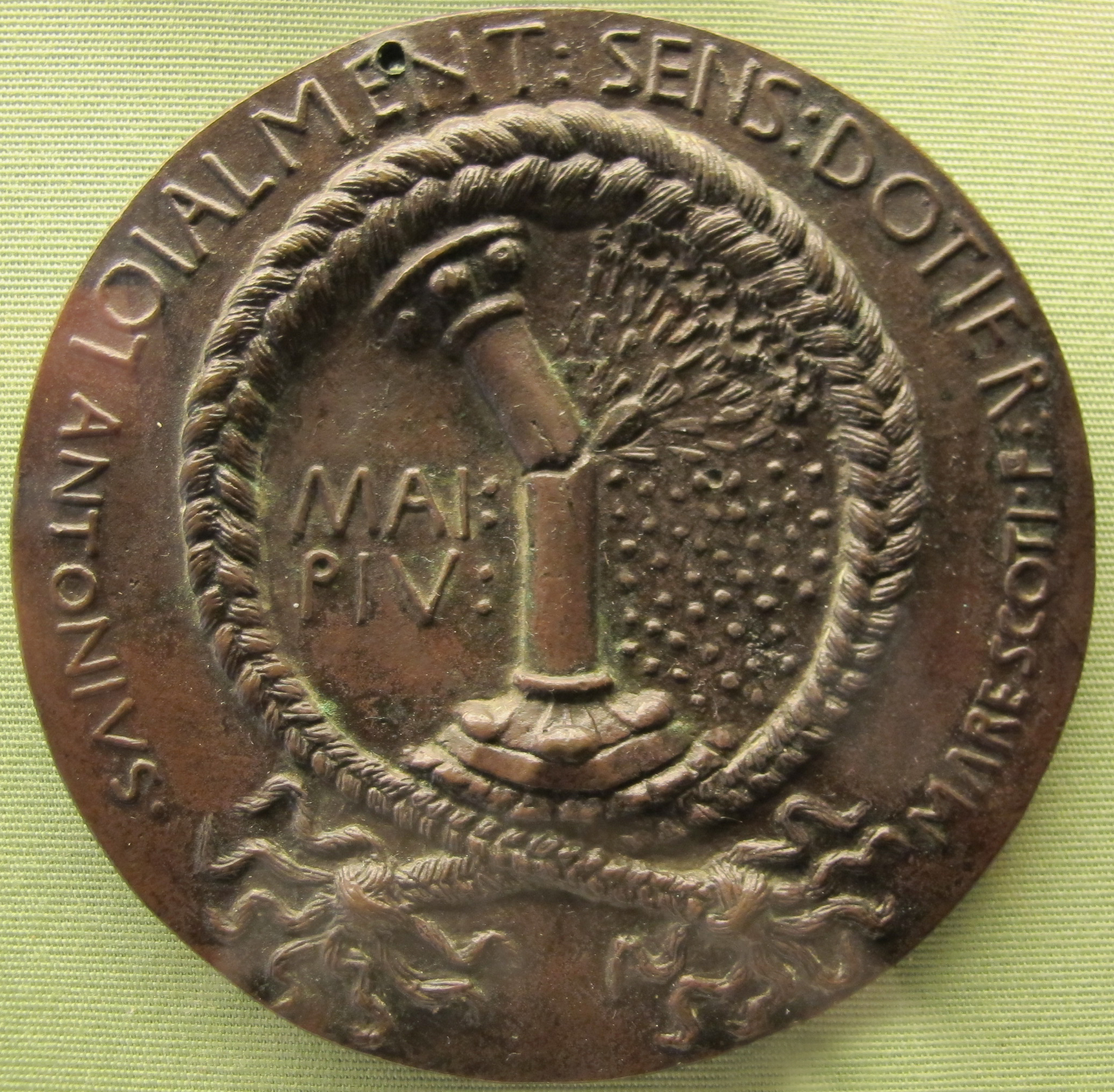
Antonio Marescotti – Colonna rotta (um 1438)
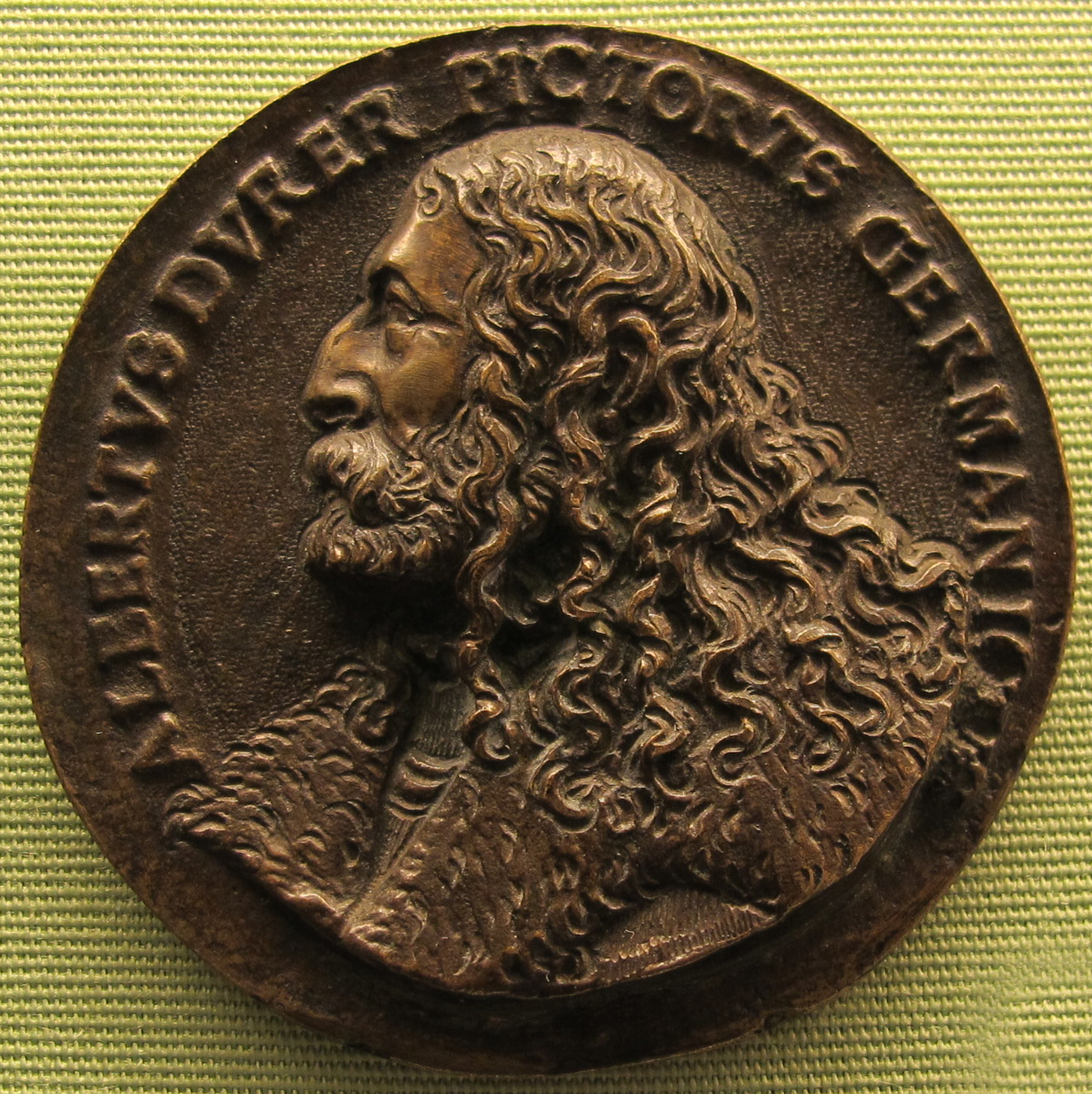
Hans Schwarz – Albrecht Dürer (1520)
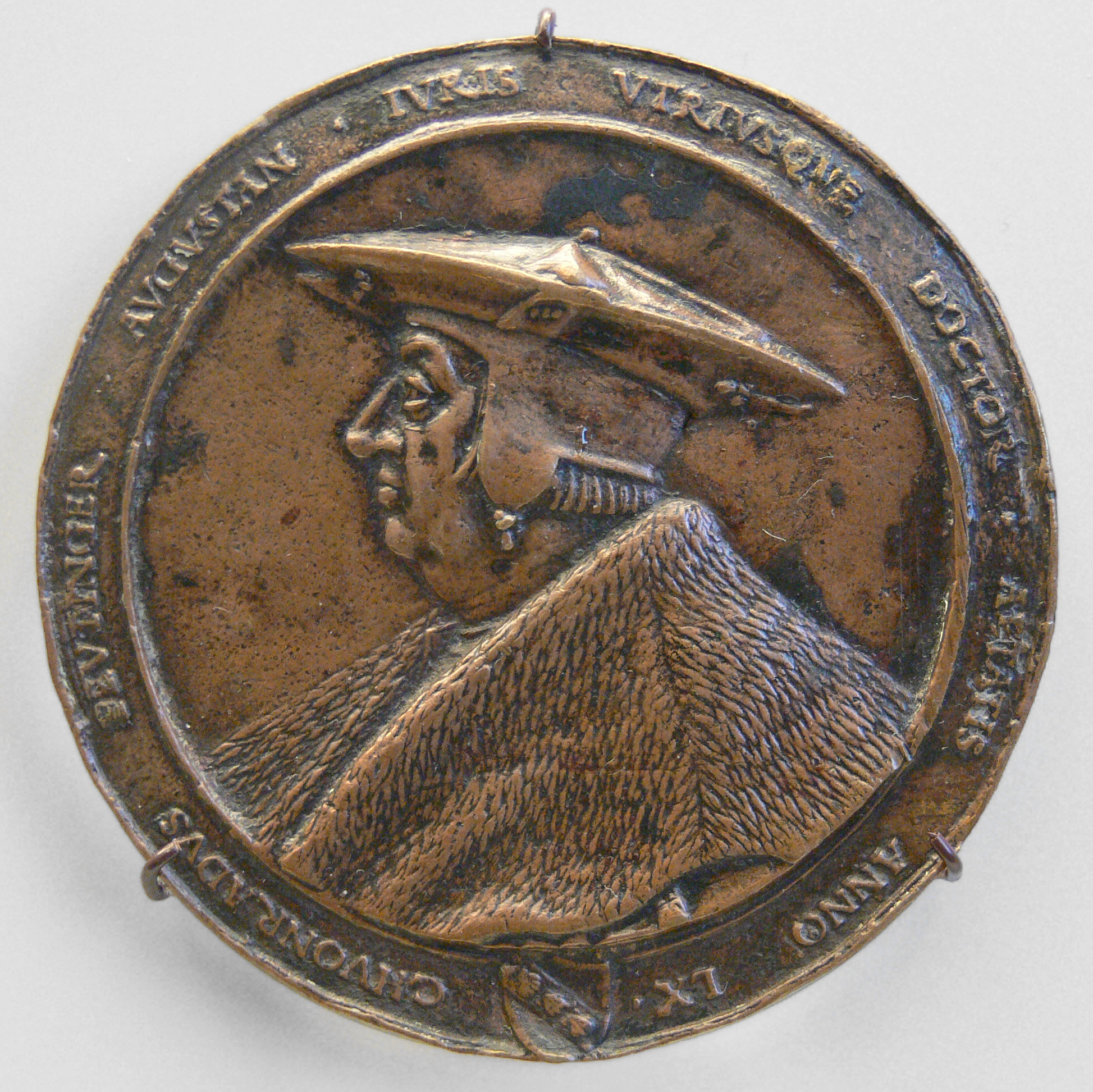
Friedrich Hagenauer – Porträt Konrad Peutinger (1527)
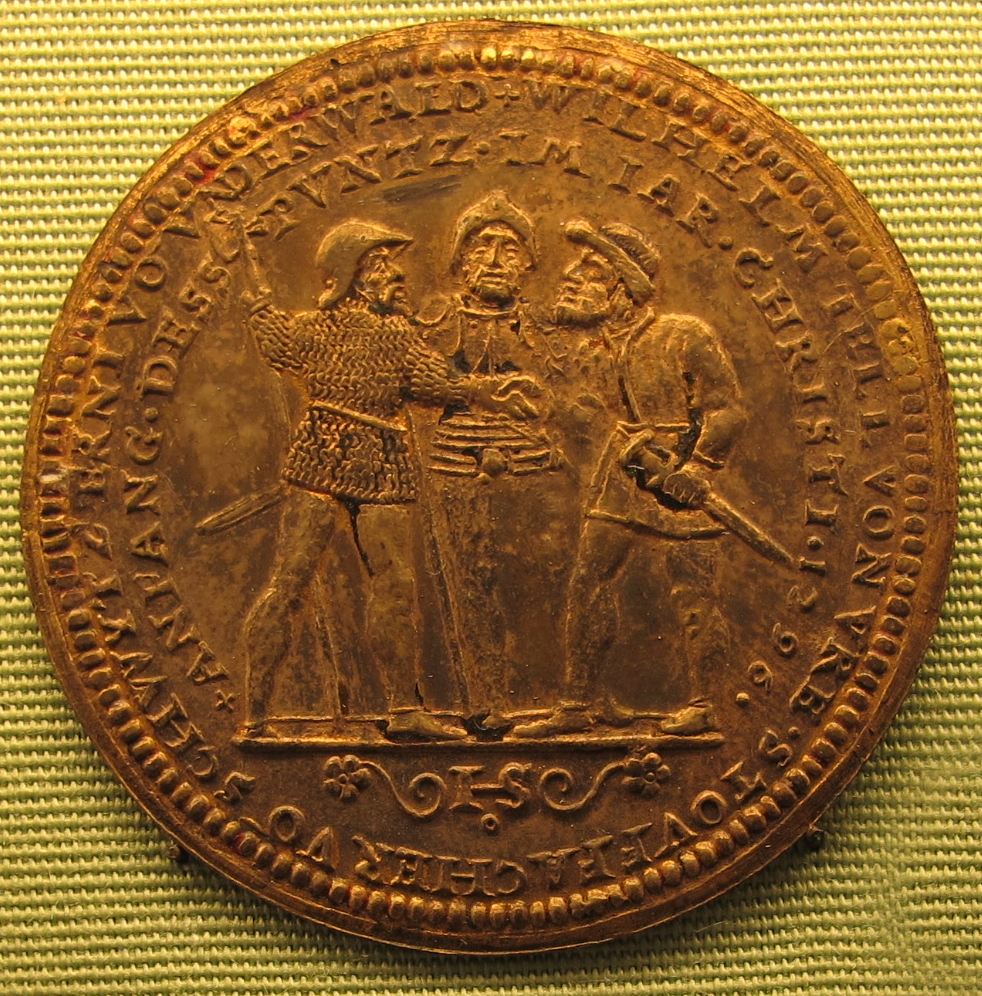
Jakob Stampfer – Bundestaler (ca. 1546)
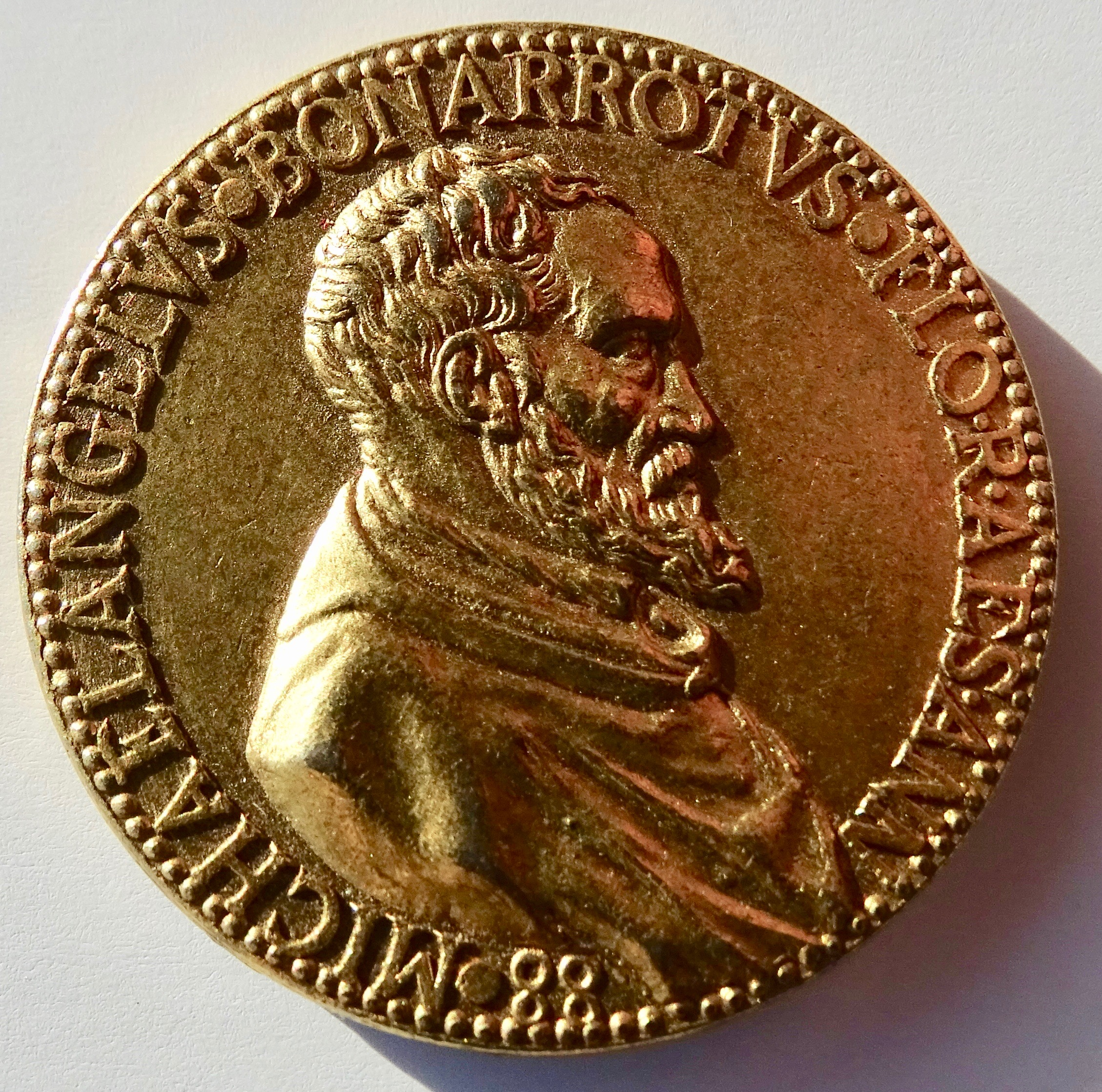
Leone Leoni – Portrait Michelangelo (1563)

Italien brachte eine Vielzahl von Medailleuren hervor. Die frühen italienischen Medaillen des 15. Jahrhunderts waren noch im Gießverfahren hergestellt. Als ihr Schöpfer gilt der Maler, Zeichner und Medailleur Antonio Pisanello, der nach 1438 eine Medaille mit dem Abbild von Filippo Maria Visconti schuf. Zur gleichen Zeit lebte Metteo de Pasti (um 1420 – um 1490), der 1446 Bronzemedaillen herstellte. Antonio Marescotti schuf um 1448 die „kaputte Säule“ (italienisch colonna rotta) und weitere Medaillen. Der Maler Filippino Lippi fertigte um 1500 Medaillen mit dem Porträt von Lucrezia Borgia. Berühmt ist der Petersdom auf einer Medaille aus 1506 vom Medailleur und Goldschmied Caradosso. Die geprägte Medaille kam langsam erst im 16. Jahrhundert auf. Einige ihrer Vertreter waren Valerio Belli und Giovanni Cavino, letzterer schuf 1538 eine Medaille mit seinem Selbstbildnis. Anlässlich des 88. Geburtstags von Michelangelo brachte Leone Leoni 1563 ein Bildnis heraus; der porträtierte Michelangelo verstarb bereits im nächsten Jahr.
In den Niederlanden tat sich insbesondere Paulus van Vianen hervor, der unter anderem König Rudolf II. auf Medaille festhielt. In Deutschland etablierten sich zunächst Nürnberg und Augsburg als Hauptorte der Medaillenkunst. Hier betätigten sich die Medailleure Hans Schwarz, Hans Daucher, Christoph Weiditz, Hans Kels der Jüngere, Matthes Gebel oder der erfolgreichste unter ihnen, Friedrich Hagenauer. Letzterer lieferte unter anderem 1527 das Bildnis des Konrad Peutinger ab. Der Schweizer Jakob Stampfer schuf um 1546 den Schweizer Bundestaler. Balduin Drentwett begründete eine Künstlerdynastie Drentwett, von dem eine den Jacobus Ruchlichius porträtierende Silbermedaille aus 1603 erhalten ist.

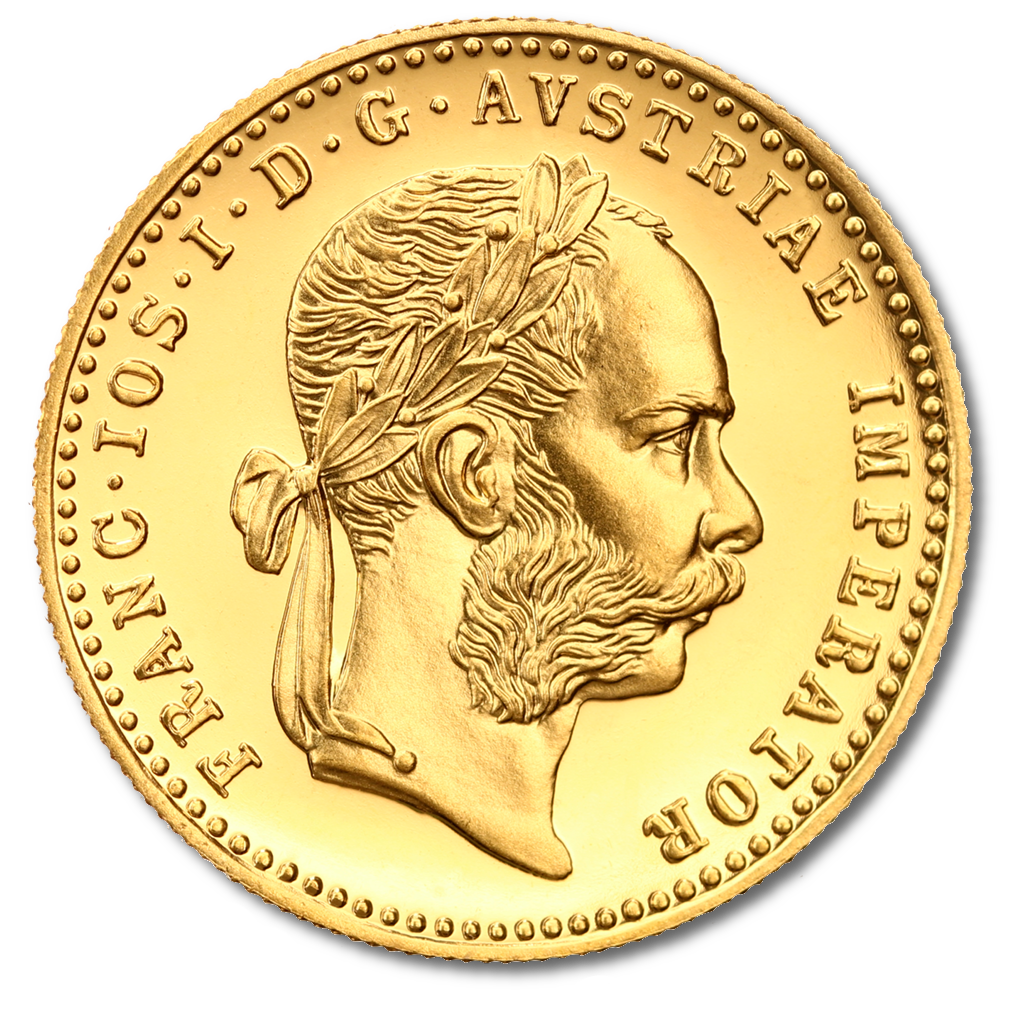
Österreich: Neuprägung 1 Dukat – Bildseite

In Frankreich schuf Ludwig XIV. 1663 mit der „Académie des Inscriptions et Belles Lettres“ ein Staatsmonopol bei der Medaillenprägung, das Inschriften und Bildprogramme entwerfen sollte. So entstand unter Ludwig XV. im Jahre 1720 zum Frieden mit Spanien eine Gedenkmedaille. 1741 wurde die Münz- und Medaillensammlung aus Schloss Versailles in die Bibliothèque nationale de France in Paris verlegt (Cabinet des Médailles), die 1750 rund 400 Medaillen und 2000 Münzen aus der Sammlung des Marc de Beauvau erwarb. Im Jahre 1763 wurde der Frieden von Hubertusburg auf einer Medaille mit dem Schloss Hubertusburg verewigt.
Der bereits im Mittelalter bekannte Dukat erlangte neue Bekanntheit, als der im Januar 1857 abgeschlossene Wiener Münzvertrag in der Habsburgermonarchie die bestehende Goldwährung durch eine Silberwährung ablöste. Die österreichischen Dukaten wurden weiterhin als Zahlungsmittel für den internationalen Handel geprägt. Darüber hinaus hatte Österreich die Möglichkeit, Dukaten für den inländischen Zahlungsverkehr ausprägen zu lassen. Ein staatlicher Annahmezwang für Dukaten beruhte auf einem jeweils auf maximal 6 Monate festgelegten Kassakurs, der nach dem marktgerechten Wertverhältnis zwischen Gold und Silber festgelegt wurde. Mit der variablen Festsetzung des Kassakurses wurden Arbitragegewinne durch den Umtausch von Gold- und Silbermünzen vermieden. Österreich trat aus dem Wiener Münzvertrag im Anschluss an den Prager Frieden von 1866 Ende 1867 wieder aus. Das änderte jedoch nichts an der Beliebtheit des Dukatens. Bis heute werden Dukaten in Österreich (wie auch die silbernen Maria-Theresien-Taler) für Geschenk- und Sammlerzwecke nachgeprägt. Es handelt sich um die offizielle Nachprägung der Dukaten von 1872–1914 mit dem Kopf von Kaiser Franz Joseph I., die Nachprägungen zeigen nahezu einheitlich die Jahreszahl 1915. Die seltene Jahreszahl 1951 war ein Fehler des Stempelschneiders.

## Einsatzbereiche
Medaillen sind vor allem verbreitet

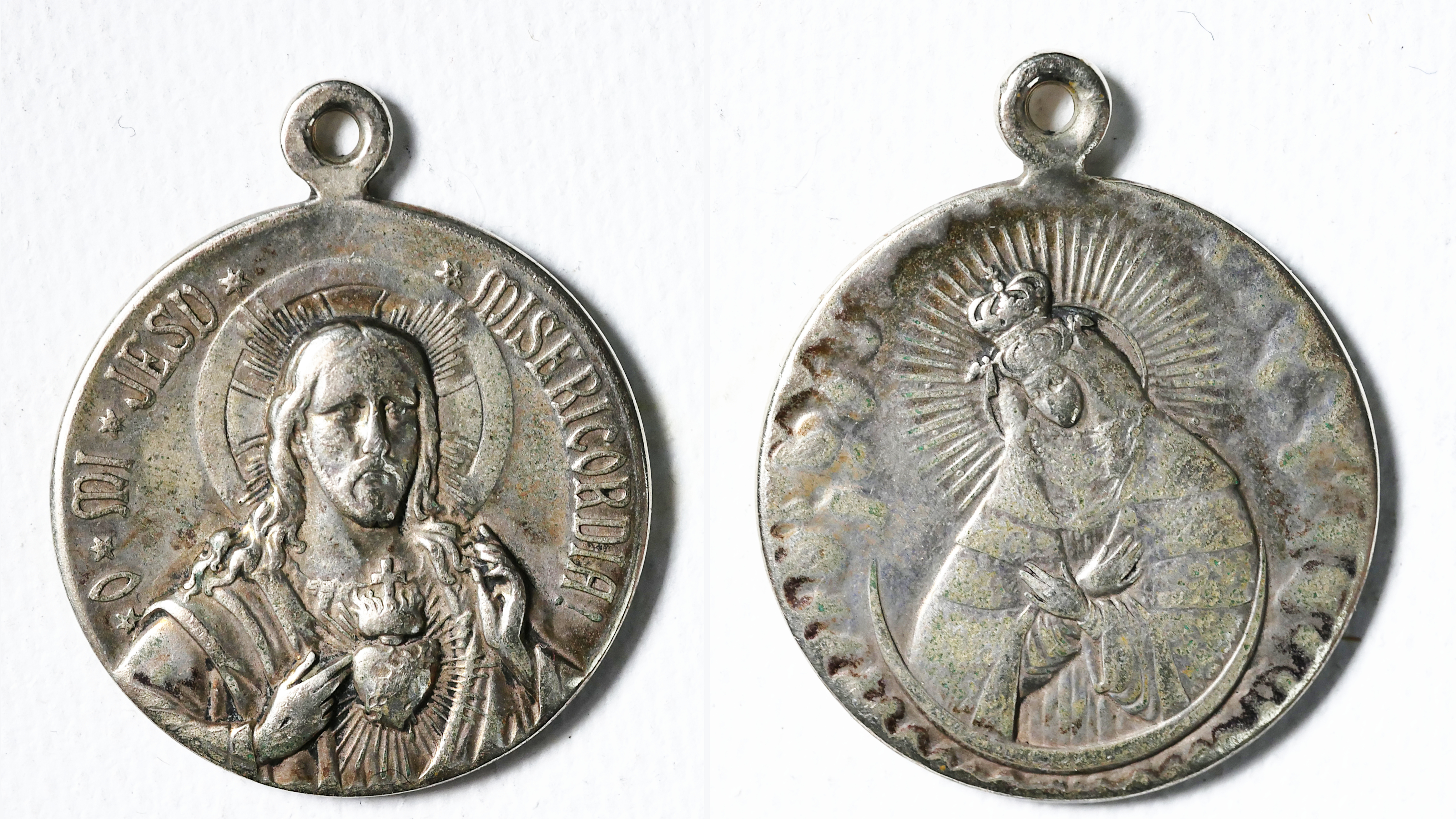
Religiöse Medaille mit den Motiven Herz Jesu und der Mondsichelmadonna

- als Auszeichnungen für hervorragende sportliche, wissenschaftliche, berufliche oder kulturelle Leistungen
- als Gedenkprägungen ohne Nennwert, z. B. aus Anlass eines Ereignisses oder Jubiläums oder zu Ehren einer Persönlichkeit
- als religiöse Medaille, meist mit Henkel oder Öse, z. B. als Wallfahrts-, Pilger- oder Gnadenmedaille

Insbesondere im Sport ist eine Ehrung der drei besten Sportler bzw. Mannschaften durch eine Gold-, eine Silber- und eine Bronzemedaille alternativ oder zusätzlich zur Übergabe eines Pokals bekannt. Gemäß obiger Definition handelt es sich dabei allerdings nicht selten um Plaketten. Die numismatisch präzise Benennung spiegelt sich also nicht im allgemeinen Sprachgebrauch wider.
Vereinzelt werden Medaillen aus eingeschmolzenen Metallteilen spezieller Herkunft geprägt, z. B. Stücke aus einem abgestürzten Luftschiff oder einer Lokomotive, Kupferblech aus dem Dach eines Rathauses oder einer Kirche.

## Arten
Gedenk- oder Sammlermünzen gehören nicht zu den Medaillen. Sammlermünzen, die offiziell in ihren Herkunftsländern als Zahlungsmittel gelten, denen aber objektiv keine praktische Zahlungsmittelfunktion zukommt (etwa Krugerrand in Südafrika, Goldvreneli in der Schweiz, American Gold Eagle in den USA), sind nicht als Geld im Sinne von § 935 Abs. 2 BGB anzusehen.
Medaillen bestehen meist aus Metallen (Kupfer, Nickel), Legierungen (Bronze) oder seltener aus Edelmetallen (Gold, Silber, Platin). Porzellanmedaillen und Plaketten aus braunen Böttgersteinzeug oder weißen Biskuitporzellan wurden bereits im 18. Jahrhundert in den unterschiedlichsten Größen und Formen in der Porzellanmanufaktur Meißen und in anderen keramischen Manufakturen entworfen, modelliert, gestaltet und hergestellt. Sie können dabei oft noch zusätzlich farblich dekoriert sein. Alle Stücke gelten in Fachkreisen als hohe Medaillenkunst und sind gleichzeitig zu begehrten Sammelobjekten der Numismatik geworden. In der Manufaktur Meißen werden solche Stücke vorwiegend für Souvenirzwecke, zu Jubiläen von Städten, Gemeinden und Organisationen geschaffen. Zudem dienen diese Stücke auch als Ehrengaben oder Auszeichnungen sowie dem Gedenken (Gedenkmedaille). Diese Produkte können auch von privaten Kunden in Auftrag gegeben werden. Auf allen ausgelieferten Produkten dieser Art befinden sich als Herkunftshinweis und Markenzeichen die gekreuzten Kurschwerter. Zu den bekanntesten Medailleuren der Manufaktur Meißen zählen stellvertretend Paul Scheurich, Emil Paul Börner, Max Esser, Manfred Wünsche und Silvia Klöde.

## Bekannte Medaillen

### Sportmedaillen

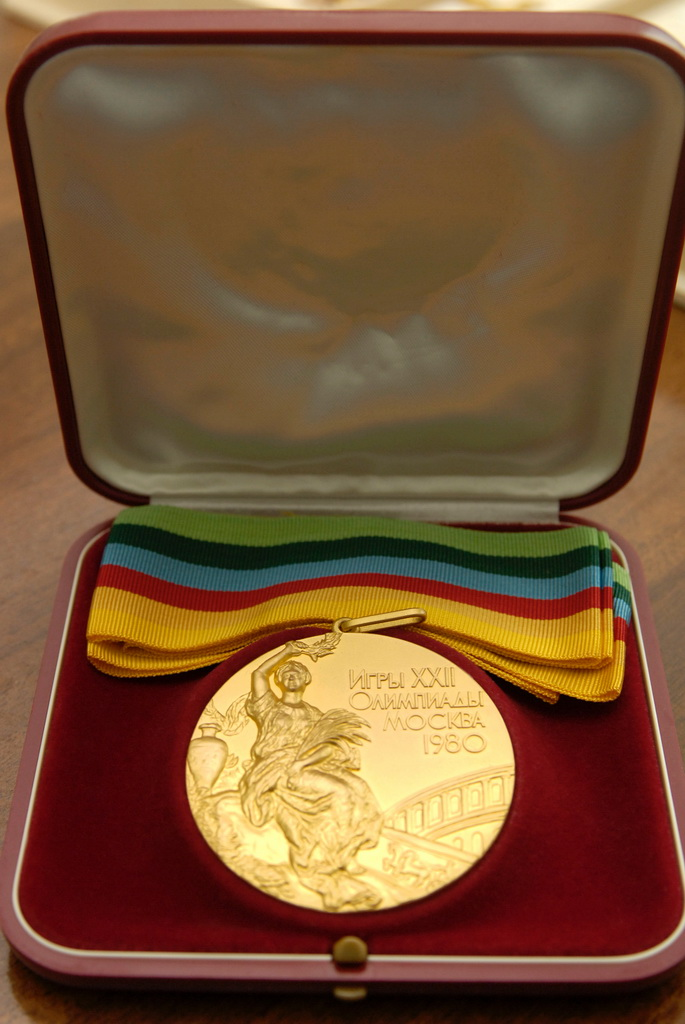
Goldmedaille für die Olympischen Spiele 1980 in Moskau

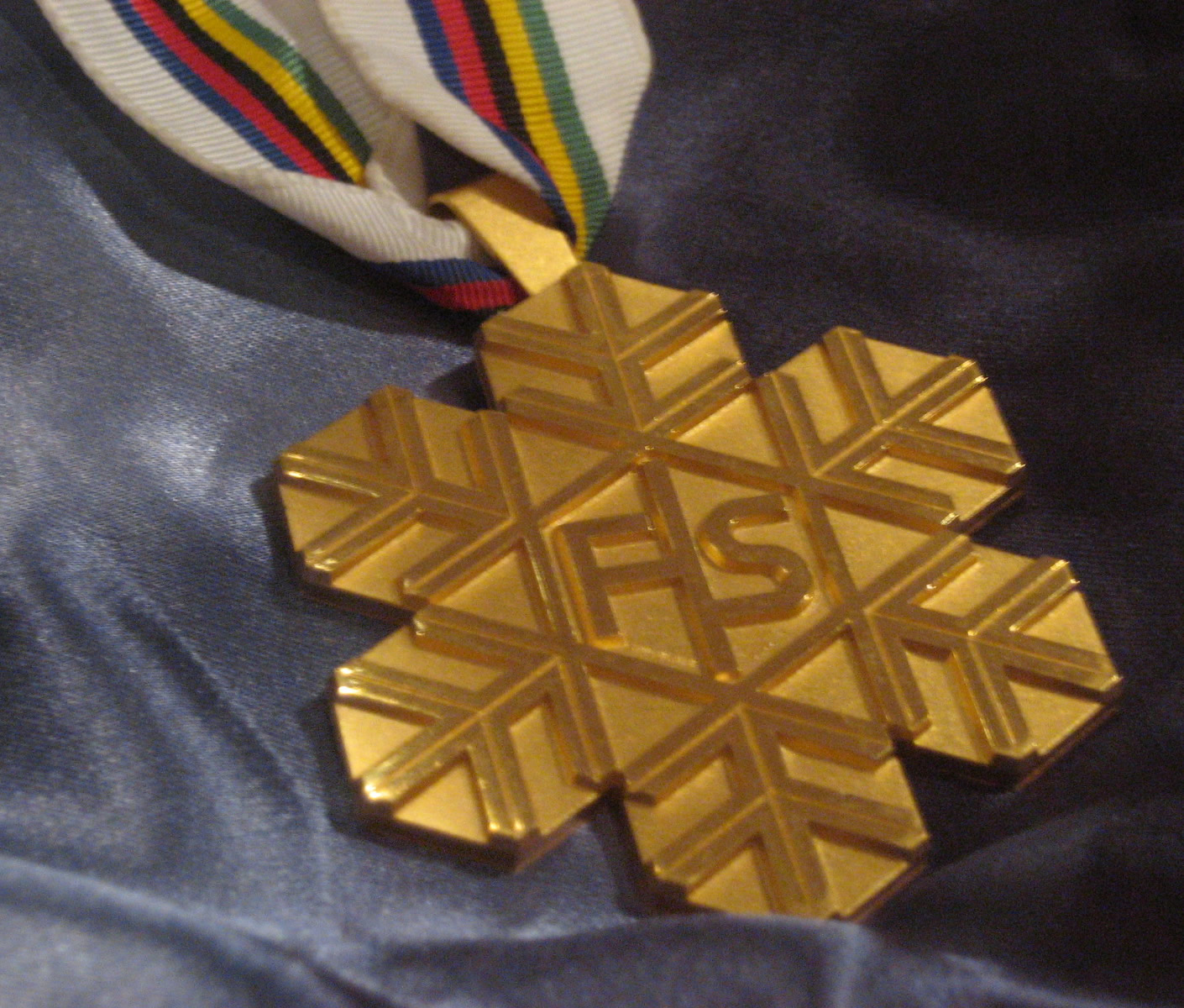
Goldmedaille für die Ski-Weltmeister der FIS

Medaillen werden bei vielen wichtigen sportlichen Veranstaltungen verliehen. Bekannte Beispiele sind die Gold-, Silber- und Bronzemedaillen für den ersten, zweiten und dritten Platz bei
- Olympischen Spielen (seit 1904)
- Weltmeisterschaften
- Europameisterschaften und anderen kontinentalen Meisterschaften
- nationalen Meisterschaften

In Fällen, in denen mehrere Athleten dasselbe Ergebnis erzielen, kann die entsprechende Medaille auch mehrfach vergeben werden. Die mehrfach vergebenen Plätze werden bei der weiteren Platzierung ausgelassen, das heißt, es gibt dann beispielsweise keinen zweiten oder dritten Platz und damit keine Silber- oder Bronzemedaillengewinner. In manchen Sportarten ist mit dem Erreichen eines Halbfinals bereits eine Bronzemedaille garantiert. Dort wird das kleine Finale zwischen den Verlierern der Halbfinale nicht ausgetragen und beide erhalten die Bronzemedaille. Dies ist beispielsweise in den olympischen Boxwettbewerben der Fall.
Meist ist der Goldanteil vermeintlicher „Goldmedaillen“ nur in kleinem Anteil oder als Überzug vorhanden; z. B. besteht eine olympische Goldmedaille zu 92,5 % aus Silber und hat nur einen Goldüberzug von mindestens 6 g.
Eine olympische Goldmedaille bei den Olympischen Spielen 2016 wiegt rund 500 Gramm und enthält ein Prozent Gold. Nach dem Goldpreis im Juli 2016 ist der Goldanteil der Medaille rund 191 Euro wert, der gesamte Materialwert beträgt 493 Euro.

### Medaillen im Schulbildungssystem
- Lessing-Medaille in Gold und Silber

### Wissenschaftsmedaillen
Für herausragende wissenschaftliche Leistungen werden verliehen (Auswahl):
- Physik: Max-Planck-Medaille, verliehen von der Deutschen Physikalischen Gesellschaft
- Physik: Otto-Hahn-Medaille zur Förderung des wissenschaftlichen Nachwuchses der Max-Planck-Gesellschaft
- Physik: Max-Born-Medaille, verliehen vom British Institute of Physics
- Mathematik: Georg-Cantor-Medaille
- Mathematik: Fields-Medaille
- Informatik: Konrad-Zuse-Medaille für Verdienste um die Informatik, verliehen von der Gesellschaft für Informatik
- Psychologie: Hugo-Münsterberg-Medaille vom Berufsverband Deutscher Psychologinnen und Psychologen
- Psychologie: Wilhelm-Wundt-Medaille für herausragende wissenschaftliche Arbeiten
- Medizin: Paracelsus-Medaille vom Präsidium des Deutschen Ärztetags
- Parasitologie: Rudolf-Leuckart-Medaille von der DGP
- Entomologie: Fabricius-Medaille, Karl-Escherich-Medaille und Meigen-Medaille
- Carl-Friedrich-Gauß-Medaille für herausragende wissenschaftliche Leistungen, verliehen von der Braunschweigischen Wissenschaftlichen Gesellschaft
- Leibniz-Medaille der Akademie der Wissenschaften und der Literatur Mainz
- Leibniz-Medaille (Berlin)
- verschiedene Medaillen der Deutschen Akademie der Naturforscher Leopoldina, z. B. die Gregor-Mendel-Medaille
- verschiedene Medaillen der Royal Society

### Messemedaillen

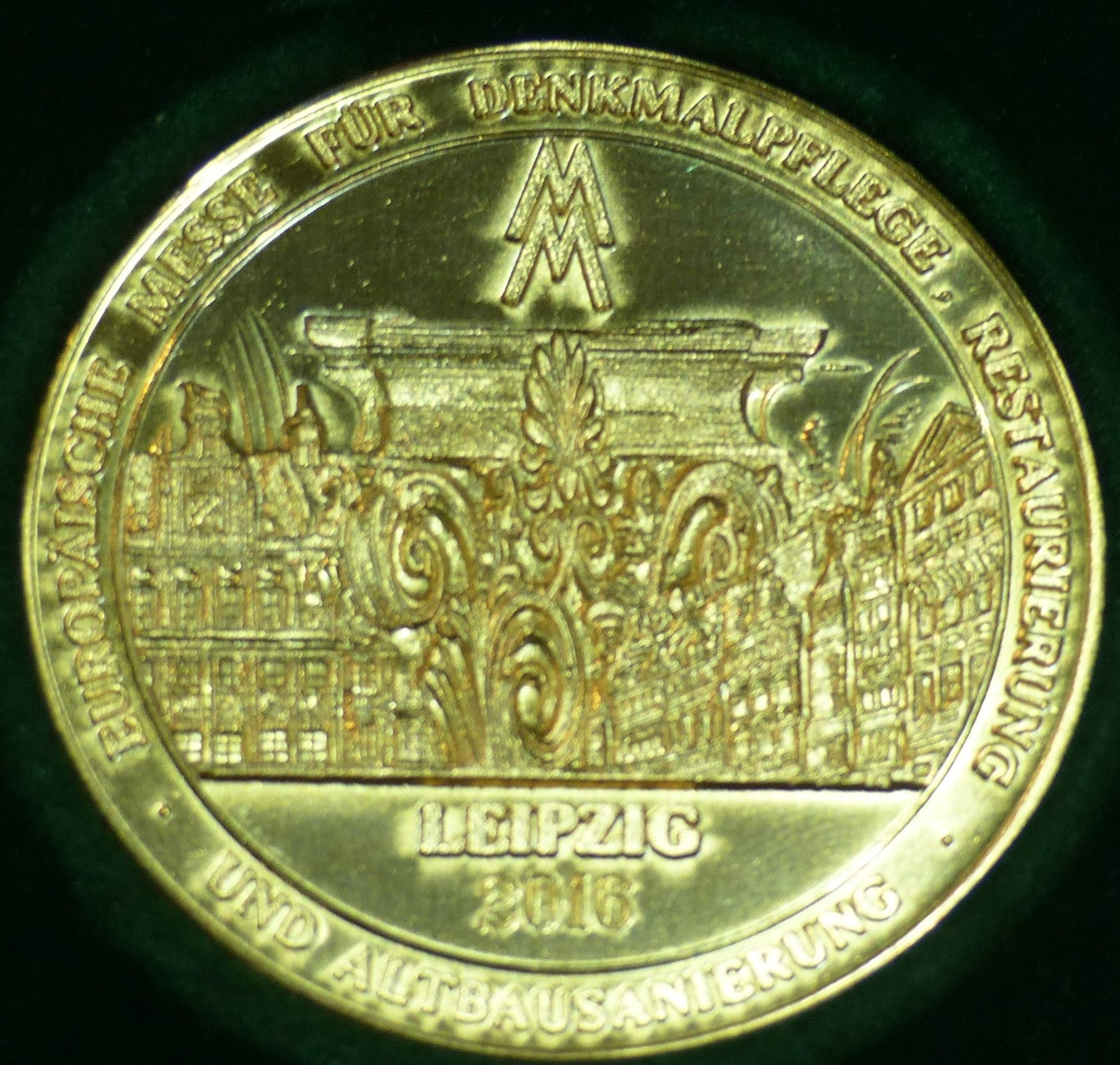
Goldmedaille der Leipziger Messe

- Medaillen für herausragende Leistungen auf unterschiedlichsten Gebieten, wie sie auf der Leipziger Messe vorgestellt werden

### Medaillen aus dem künstlerischen Bereich
Für Leistungen auf gesellschaftlichen Gebieten werden bzw. wurden verliehen (Auswahl):
- die Kainz-Medaille der Stadt Wien für herausragende Schauspieler und Regisseure
- die Hermann-Kesten-Medaille für besondere Verdienste im Bereich der Literatur
- die Johann-Christian-Reinhart-Medaille der Stadt Hof für besondere künstlerische und kulturelle Leistungen
- die Orlando-di-Lasso-Medaille verliehen durch den Bayerischen Sängerbund, ebenso durch den Allgemeinen Cäcilien-Verband
- die Medaille für Verdienste im künstlerischen Volksschaffen der Deutschen Demokratischen Republik
- der Max-Reger-Preis mit Medaille für Persönlichkeiten aus Wissenschaft und Kunst des Bezirkes Suhl

### Gedenkmedaillen

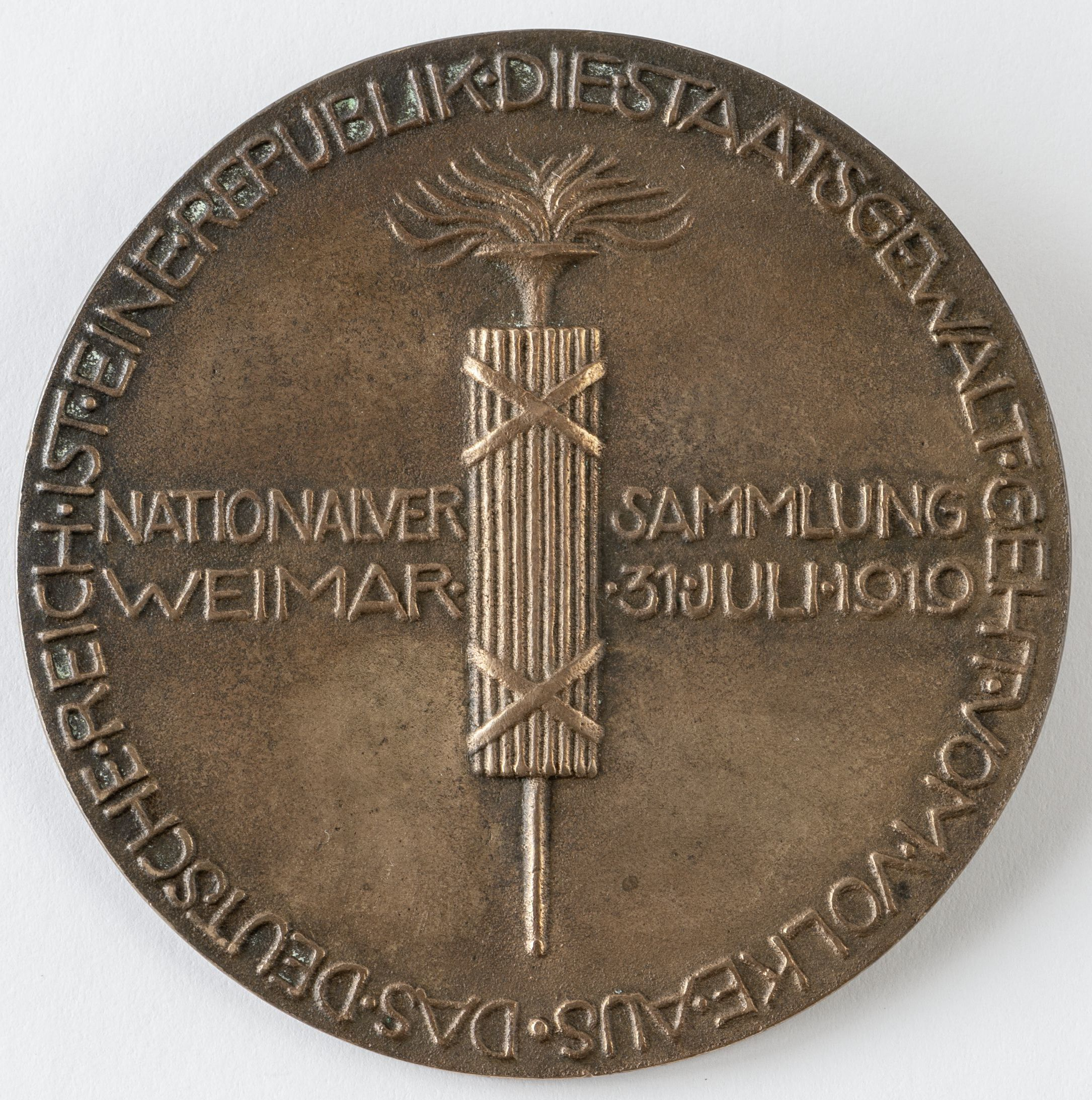
Rückseite der Gedenkmedaille zur Verabschiedung der Weimarer Verfassung 1919

Erinnerungs- oder Gedenkmedaillen werden zum Gedenken an wichtige historische Ereignisse herausgegeben, beispielsweise:
- die Gedenkmedaille zur Verabschiedung der Weimarer Verfassung 1919

### Religiöse Medaillen
Im Christentum spielen Medaillen bereits im späten Mittelalter eine Rolle, insbesondere zu Repräsentationszwecken der Kirchenfürsten.
Die Wundertätige Medaille wird in der katholischen Kirche als Devotionalie verehrt und soll den Trägern besonderen Schutz durch die Gottesmutter Maria gewähren. Diese Medaille, die um den Hals getragen wird, geht auf die Marienerscheinungen der Ordensschwester Catherine Labouré im Jahr 1830 in der Rue-du-Bac in Paris zurück.
Daneben gibt es viele weitere Medaillen mit Abbildungen von Heiligen, wie z. B. die Benediktus-Medaille. Wenn sie gesegnet bzw. geweiht sind, sind Medaillen dieser Art Sakramentalien, also heilige und heiligende Zeichen.

### Verdienstmedaillen

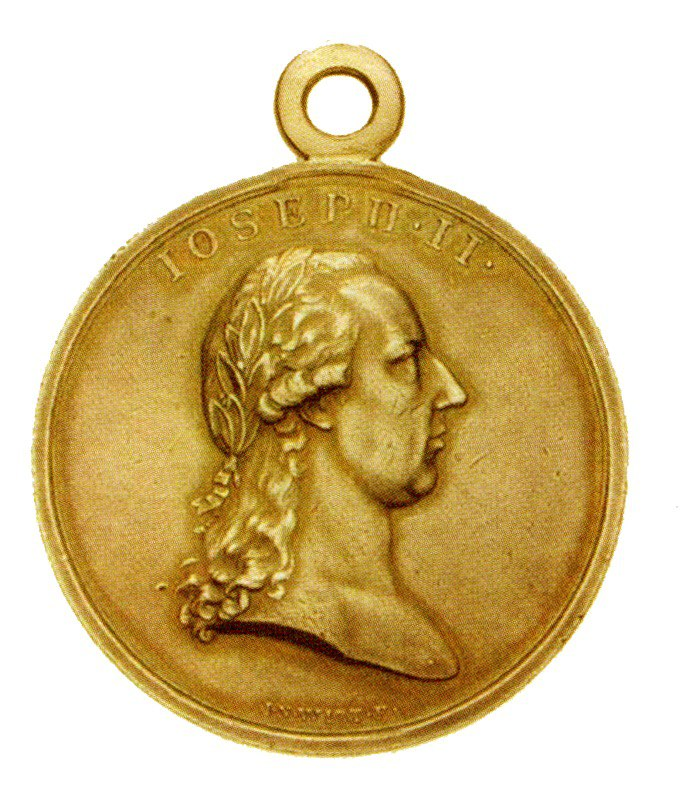
Die Ehren-Denkmünze für Tapferkeit, von Joseph II. 1789 gestiftet, war bis 1918 die älteste durchgängig verliehene Verdienstmedaille Europas

Verdienstmedaillen, historisch auch Ehrenmünzen, werden als Ehrenzeichen anlassbezogen oder regelmäßig vergeben. Häufig sind sie einem Verdienstorden angegliedert („affiliiert“) und bilden die niedrigste Ordensklasse. Als Tapferkeitsmedaillen, Militärmedaillen oder auch als Verwundetenabzeichen werden oder wurden z. B. verliehen:
- Tapferkeitsmedaille (Österreich 1789)
- Tapferkeitsmedaille (Italien), älteste bis heute vergebene Verdienstmedaille
- die Medaille Winterschlacht im Osten 1941/42, der sogenannte Gefrierfleischorden
- die amerikanische Medal of Honor
- das amerikanische Verwundetenabzeichen Purple Heart
- Ehrenmedaille der Bundeswehr

Zu den Medaillen ziviler Verdienstorden zählt die Bundesverdienstmedaille und die Medaillen des Ehrenzeichens für Verdienste um die Republik Österreich.
Daneben verleihen auch andere öffentliche Körperschaften Auszeichnungen um besondere Verdienste in Wissenschaft, Kultur und Kunst, Wirtschaft und Landesverteidigung.
Übersichten dazu geben:
- Ehrenmedaille
- Zivilverdienstmedaille
- Militärverdienstmedaille

Weitere Verdienstmedaillen:
- Florence-Nightingale-Medaille für Pflegekräfte, verliehen vom Internationalen Komitee vom Roten Kreuz
- Goethe-Medaille für die Förderung der deutschen Sprache und Kultur, verliehen vom Goethe-Institut
- Benemerenti (Päpstliche Verdienstmedaille)

### Medaillen und Abzeichen von Selbsthilfegruppen
Medaillen und Anstecknadeln zur Anerkennung und Selbstmotivation in sog. 12-Schritte-Selbsthilfegruppen, wie z. B. Anonyme Alkoholiker, Al-Anon, Narcotics Anonymous (NA) u. Ä., sind vor allem üblich in den USA und Kanada.

### Grenzfälle

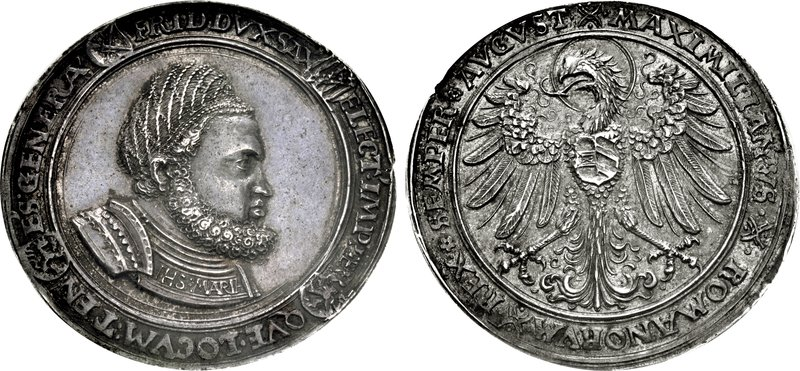
Locumtenenstaler und erste Vikariatsgedenkprägung.

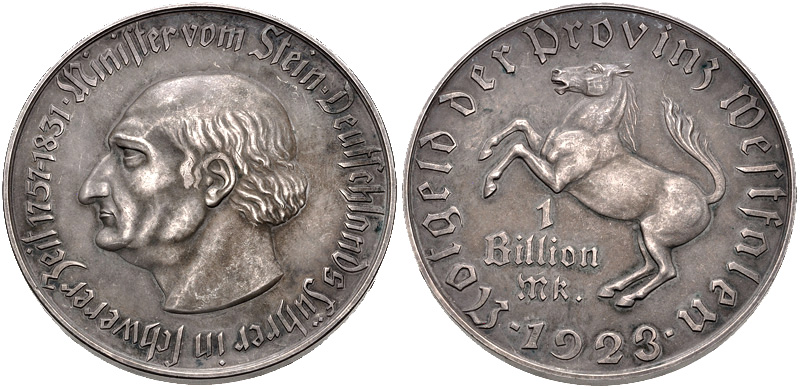
1 Billion Mark mit „Medaillencharakter“, ebenso wie die Notmünzen mit dem Brustbild von Annette v. Droste-Hülshoff, denn sie waren nie Zahlungsmittel.

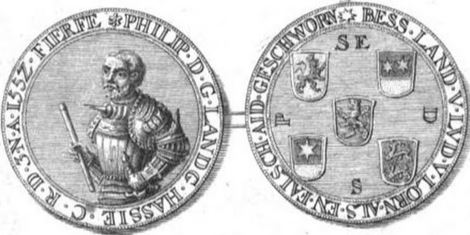
„Philippstaler“ von 1552

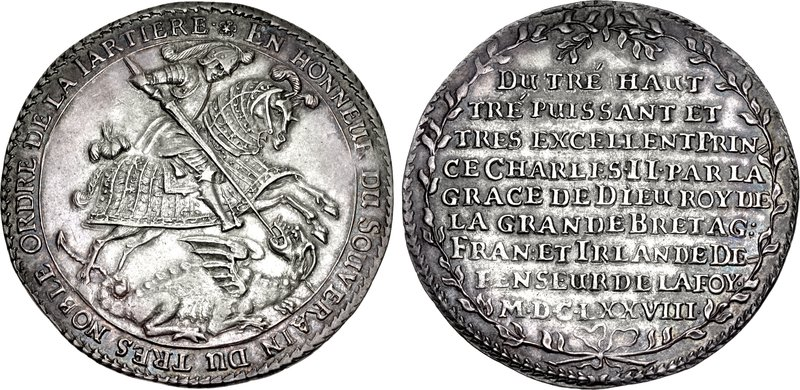
Taler auf die Verleihung des Hosenbandordens

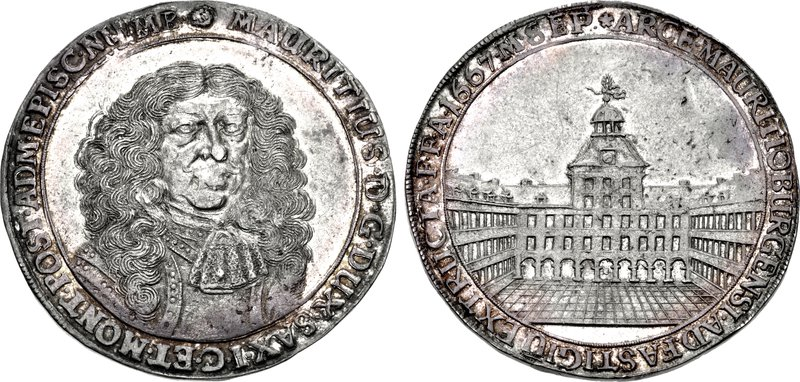
Taler auf den Bau von Schloss Moritzburg in Zeitz

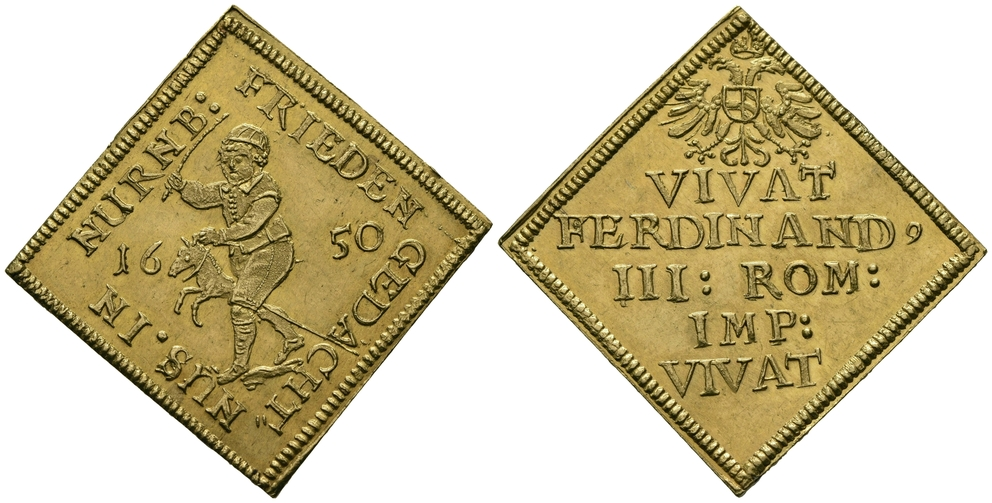
Steckenreiter, ein Goldabschlag.

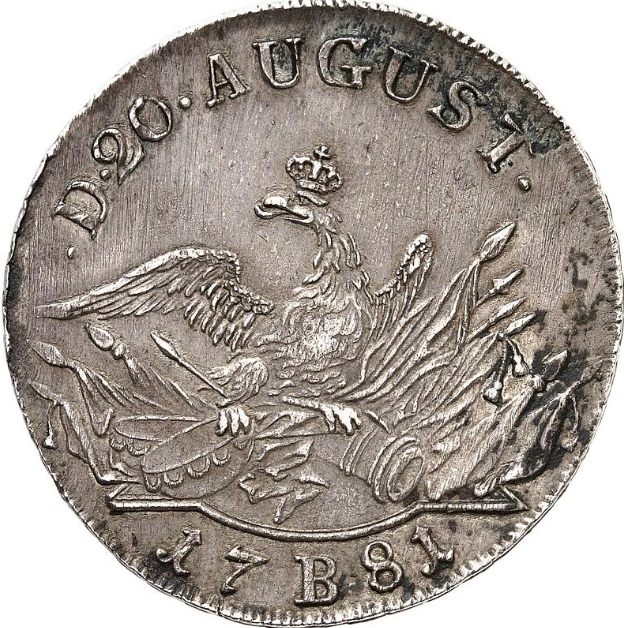
„Hoym-Münze“

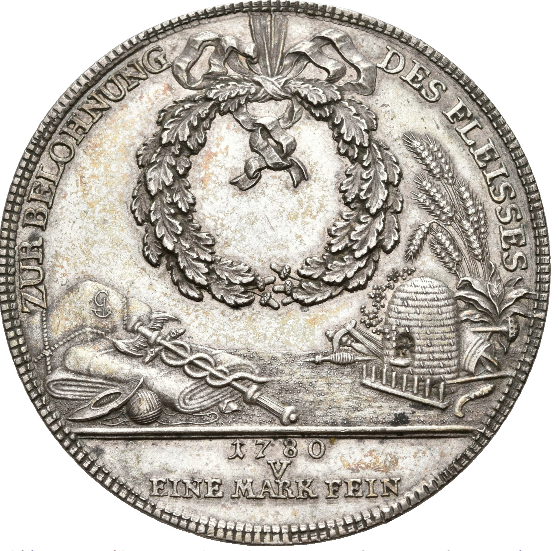
Prämiendoppeltaler

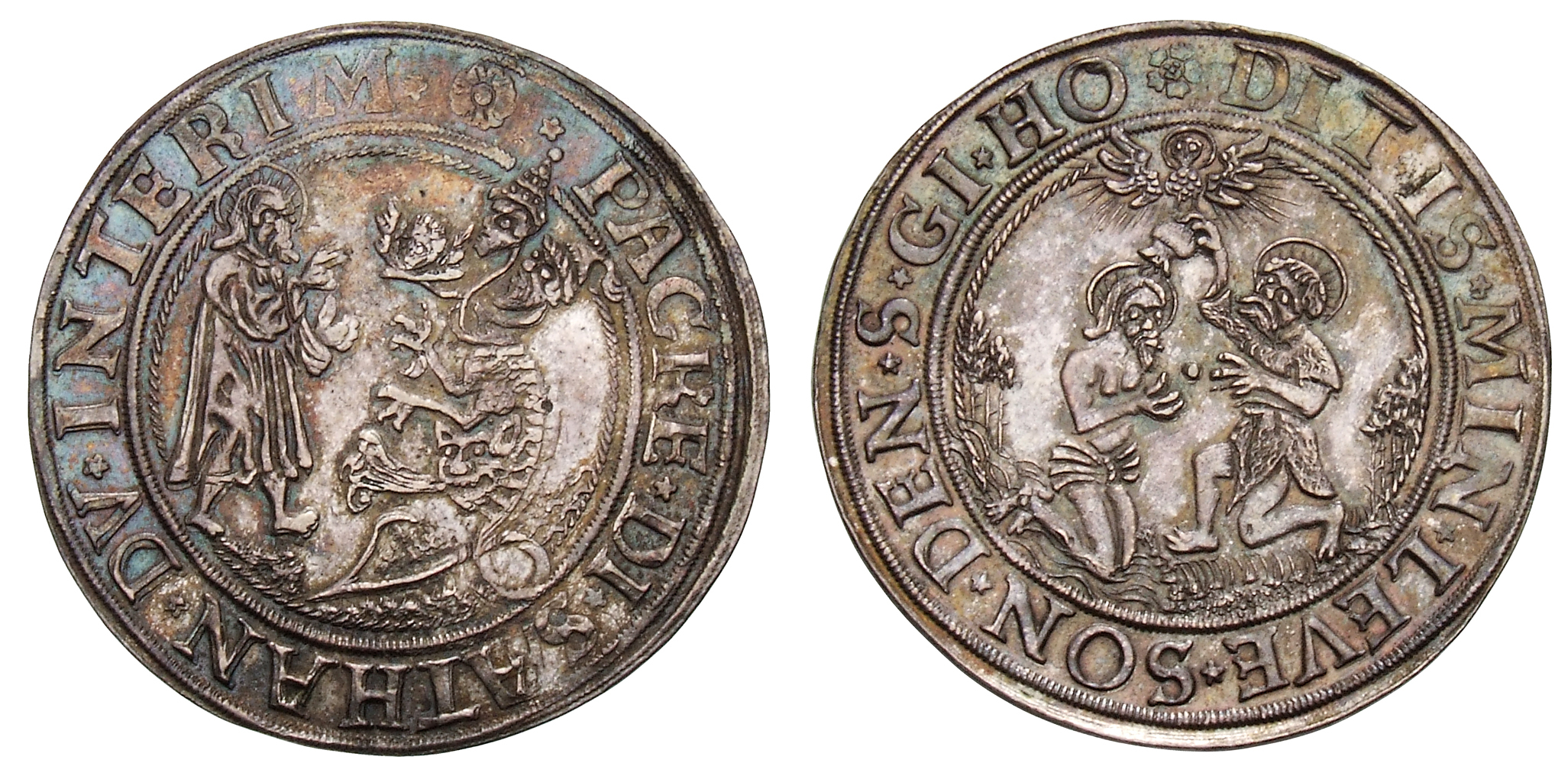
Interimstaler, um 1549 geprägt

- Im Unterschied zu allen anderen Anlagemünzen wird der mexikanischen Bullionmünze „Libertad“ sowie dem südafrikanischen „Krügerrand“ kein Nennwert eingeprägt. Daher gleichen die in Silber (nur Libertad) und Gold emittierten Anlagemünzen einer Medaille. Der Wert der Münzen wird börsentäglich aufgrund der Edelmetallkurse und bei der Libertad im mexikanischen Peso als Referenzwährung festgelegt. Dadurch kann die Libertad-Münze auch als offiziell anerkanntes Zahlungsmittel eingesetzt werden. Insofern vereinen Libertad und Krügerrand sowohl Eigenschaften einer Medaille als auch solche einer Münze.
- Die historisch und künstlerisch bedeutenden Locumtenenstaler sind Guldengroschen (Taler) Friedrichs des Weisen, die auch als Medaillen mit höherem Relief, aber ebenfalls im Talergewicht hergestellt und an Günstlinge verschenkt wurden. In Katalogen werden oft beide Typen als Guldengroschen bezeichnet, obwohl nur die mit niedrigerem Relief Münzen sind. Ähnliches gilt auch für den Luftpumpentaler, der mit gleichem Münzbild als Medaille und Reichstaler geprägt wurde.
- Eine Münze mit „Medaillencharakter“ ist das 1-Billion-Mark-Stück der Provinz Westfalen.[21] Die als Notgeld 1923 geprägte Münze der Landesbank der Provinz Westfalen wurde erst 1924 nach dem Ende der Inflation als Erinnerungsstück an die schwere Zeit ausgegeben. Die Notmünzen mit dem Brustbild von Annette v. Droste-Hülshoff haben ebenfalls Medaillencharakter, denn sie waren nie Zahlungsmittel.
- Der Philippstaler wurde mit größter Wahrscheinlichkeit vom Landgraf Philipp von Hessen gar nicht geprägt. Er wurde höchstwahrscheinlich von seinen Anhängern geprägt, die Philipp als Auftraggeber auf dem Gepräge vorgetäuscht haben. Der Philippstaler, auch Spruchtaler genannt, ist eine sogenannte Schaumünze aus Hessen mit der Jahreszahl 1552, dem Jahr der Entlassung Philipps des Großmütigen von Hessen (1504–1567) aus kaiserlicher Haft. Die Vorderseite zeigt sein Hüftbild. Auf der Rückseite befinden sich fünf Wappenschilde und der Spruch BESS(er) LAND V(nd) LVD V(er)LORN ALS EN FALSCH(en) AID GESCHWORN (Besser Land und Leut verloren als einen falschen Eid geschworen). Es wird angezweifelt, dass Landgraf Philipp den „Taler“ hat prägen lassen. Bei diesem Stück handelt es sich höchstwahrscheinlich um eine Medaille, die von Sympathisanten einen Talernamen erhalten hat.[22]
- Der Taler auf die Verleihung des Hosenbandordens wird noch oft als Medaille bezeichnet, obwohl er sowohl als Reichstaler, als auch als Kuranttaler geprägt wurde. Ursachen sind u. a. ein ungewöhnliches Münzbild sowie eine Prägung nach den Vertrag von Zinna, nach dem ein ausgeprägter Taler eigentlich nicht vorkommt. Der Taler auf die Verleihung des Hosenbandordens und auf das St. Georgenfest, auch als Taler auf die Verleihung des Hosenbandordens und als Hosenbandtaler[23] bezeichnet, ist eine Gedenkmünze des sächsischen Kurfürsten Johann Georgs II. (1656–1680) mit den Jahreszahlen 1671 und 1678. Die Vorderseite zeigt St. Georg, den Drachen tötend, die Rückseite eine französische Inschrift. Der Taler von 1671 ist als Speciesreichstaler und der von 1678 als Kuranttaler geprägt worden. Die Vorder- und Rückseitenbilder sind trotz verschiedener Münzfüße identisch. Der Kuranttaler ist durch das deutlich geringere Gewicht erkennbar, wird aber dennoch teilweise ohne Unterschied genannt und wegen des geringeren Gewichts gelegentlich als Medaille bezeichnet.
- Der Gluckhennentaler kommt als Medaille und als Guldentaler sowie als Goldabschlag im Mehrfachdukatengewicht, also auch umlauffähig vor.
- Die Schautaler Friedrichs des Weisen (1522) sind nach der sächsischen Münzordnung von 1500 zu leicht. Die als Taler bezeichneten Gepräge könnten folglich Medaillen sein.
- Ob der Taler auf den Bau von Schloss Moritzburg in Zeitz tatsächlich als Münze geprägt worden ist, wie u. a. in Münzkatalogen angegeben, kann trotz der Ausprägung im Reichstalergewicht fraglich sein. Wilhelm Ernst Tentzels Bezeichnung als Medaille ist wegen des hohen Reliefs und der Seltenheit der einzelnen Stücke sowie wegen fehlendem Münzmeisterzeichens jedenfalls naheliegend.
- Den Schautaler zur Grundsteinlegung der Kapelle im Schloss Moritzburg bei Dresden bezeichnet Tentzel wahrscheinlich wegen des außergewöhnlichen Münzbilds als Medaille. Das Münzmeisterzeichen auf der Rückseite ist aber ein Nachweis für eine Münze.
- Der abgebildete sogenannte Steckenreiter ist ein von 1650 im Dukatengewicht geprägter Goldabschlag von den Stempeln der silbernen Klippe der Reichsstadt Nürnberg. Die als Silberklippe mit den gleichem Stempel ausgeprägten Steckenreiter sind in großen Stückzahlen geprägte Medaillen, präsentieren aber einen Wert von 10 Kreuzer, welcher jedoch als solcher nicht aufgeprägt und somit nicht erkennbar ist. Die silberne Klippe ist somit eine Medaille, die als Münze verwendet werden konnte.[24]
- Die sogenannten Hoym-Münzen sind Privatausgaben, deren Herstellung zu privaten Zwecken erfolgte. Sie wurden wegen „Münzvergehen“ eingeschmolzen.[25] Da die noch vorhandenen Hoym-Münzen keine staatlichen Ausgaben sind, könnten sie auch den Medaillen zugeordnet werden. Gelegentlich werden sie auch als Gedenkmünzen bezeichnet. Auf den Geprägen ist das Geburtsdatum des Ministers v. Hoym • D • 20 • AUGUST • aufgeprägt, statt EIN REICHS THALER, wie bei der Umschrift auf den unveränderten Münzen des normalen Zahlungsverkehrs.
- Prämientaler, Prämienmünze, Preistaler oder Fleißtaler sind Bezeichnungen für eine Münze, die als Auszeichnung oder Anerkennung zu bestimmten Anlässen vergeben und besonders im 17. bis 19. Jahrhundert geprägt wurde. Die ersten Prämientaler waren die kursächsischen Prämientaler. Die Gestaltung der Stücke unterscheidet sich von Münzen des normalen Zahlungsverkehrs durch die oft medaillenförmige Gestaltung.[26] Die Prägung von Prämientalern, mit denen verdienstvolle Landeskinder auf wirtschaftlichem oder künstlerischem Gebiet in den deutschen Staaten ausgezeichnet wurden, war eine der Maßnahmen, die zu außergewöhnlichen Leistungen anspornen sollte. Die Auszeichnung mit der Vergabe von Prämientalern war eine von vielen Maßnahmen zur Überwindung ökonomischer und kultureller Nöte eines Landes. Die medaillenartigen Sonderprägungen wurden in der Regel als Konventionstaler geprägt. Allerdings muss beachtet werden, dass „Prämientaler“ mit der Bezeichnung Taler auch Medaillen sein können.
- Die von Krohnemann hergestellten Münzen, die sogenannten Krohnemann-Taler, erfreuten sich schon im 18. Jahrhundert großer Beliebtheit und wurden in große Sammlungen aufgenommen. Es handelt sich jedoch nicht um Münzen, sondern um Medaillen.
- Pesttaler sind oft Gedenkmedaillen mit Talernamen.
- Der Interimstaler, mitunter auch als Spotttaler auf das Augsburger Interim bezeichnet, ist eine um 1549 in Magdeburg ausgegebene talerförmige Medaille. Das Stück wurde auf das von dem Geharnischten Reichstag in Augsburg 1549 verabschiedete Interim geprägt. Der sogenannte Interimstaler diente im Konfessionsstreit der Propaganda. Es gibt eine große Menge von Verschiedenheiten dieser Gepräge.[27] Die erheblichen Gewichtsunterschiede der sogenannten 1-Taler-Stücke des Münzkabinetts (7 Stück) liegen zwischen 17,89 g und 36,40 g. Diese Unterschiede und anderes, wie z. B. die fehlende Angabe zum Münzherrn bedeuteten, dass die Gepräge keine Münzen sind, wie das z. B. schon Johann David Köhler in seiner Münzbelustigung festgestellt hat. Die Gegner Karls V. demonstrierten mit dem schon damals beliebten und wirksamen Propagandamittel der Münze, hier mit dem sogenannten Interimstaler, gegen das Interim. Der Interimstaler mit der Umschrift: PACKE DI SATHAN DV INTERIM (Packe dich Satan, du Interim) zeigt ein dreiköpfiges Ungeheuer als versinnbildliches und verspottetes Interim.[28]

## Medaillen aus Biskuitporzellan, Böttgersteinzeug und Keramik
Porzellanmedaillen und Plaketten aus braunen Böttgersteinzeug oder weißen Biskuitporzellan wurden bereits im 18. Jahrhundert in den unterschiedlichsten Größen und Formen in der Porzellanmanufaktur Meißen und in anderen keramischen Manufakturen entworfen, modelliert, gestaltet und hergestellt. Sie können dabei oft noch zusätzlich farblich dekoriert sein. Alle Stücke gelten in Fachkreisen als Beispiele der Medaillenkunst und sind zeitgleich zu begehrten Sammelobjekten der Numismatik geworden. In der Manufaktur Meißen werden solche Stücke vorwiegend für Souvenirzwecke, zu Jubiläen von Städten, Gemeinden und Organisationen geschaffen. Zudem dienen diese Stücke auch als Ehrengaben oder Auszeichnungen sowie dem Gedenken. Diese Produkte können auch von privaten Kunden in Auftrag gegeben werden. Auf allen ausgelieferten Produkten dieser Art befinden sich als Herkunftshinweis und Markenzeichen die gekreuzten Kurschwerter. Im Laufe der Jahrhunderte mussten auch vom gestalterischen Standpunkt aus Konzessionen gemacht werden um dabei dem jeweiligen Anliegen des Auftraggebers gerecht zu werden. Zu den bekanntesten Medailleuren der Manufaktur Meißen zählen stellvertretend Paul Scheurich, Emil Paul Börner, Max Esser, Manfred Wünsche und Silvia Klöde.

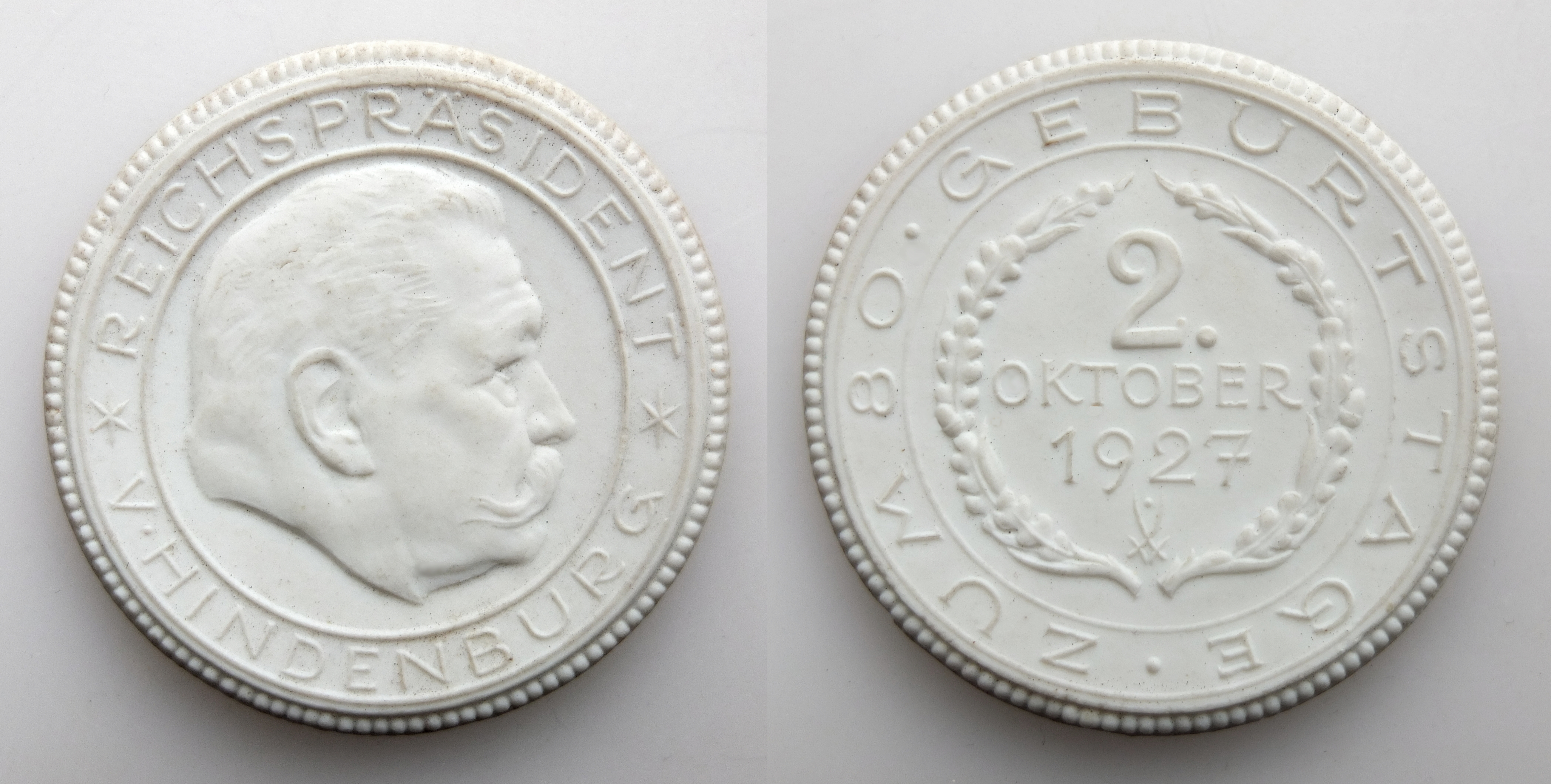
Porzellanmedaille zum 80. Geburtstag von Paul von Hindenburg am 2. Oktober 1927
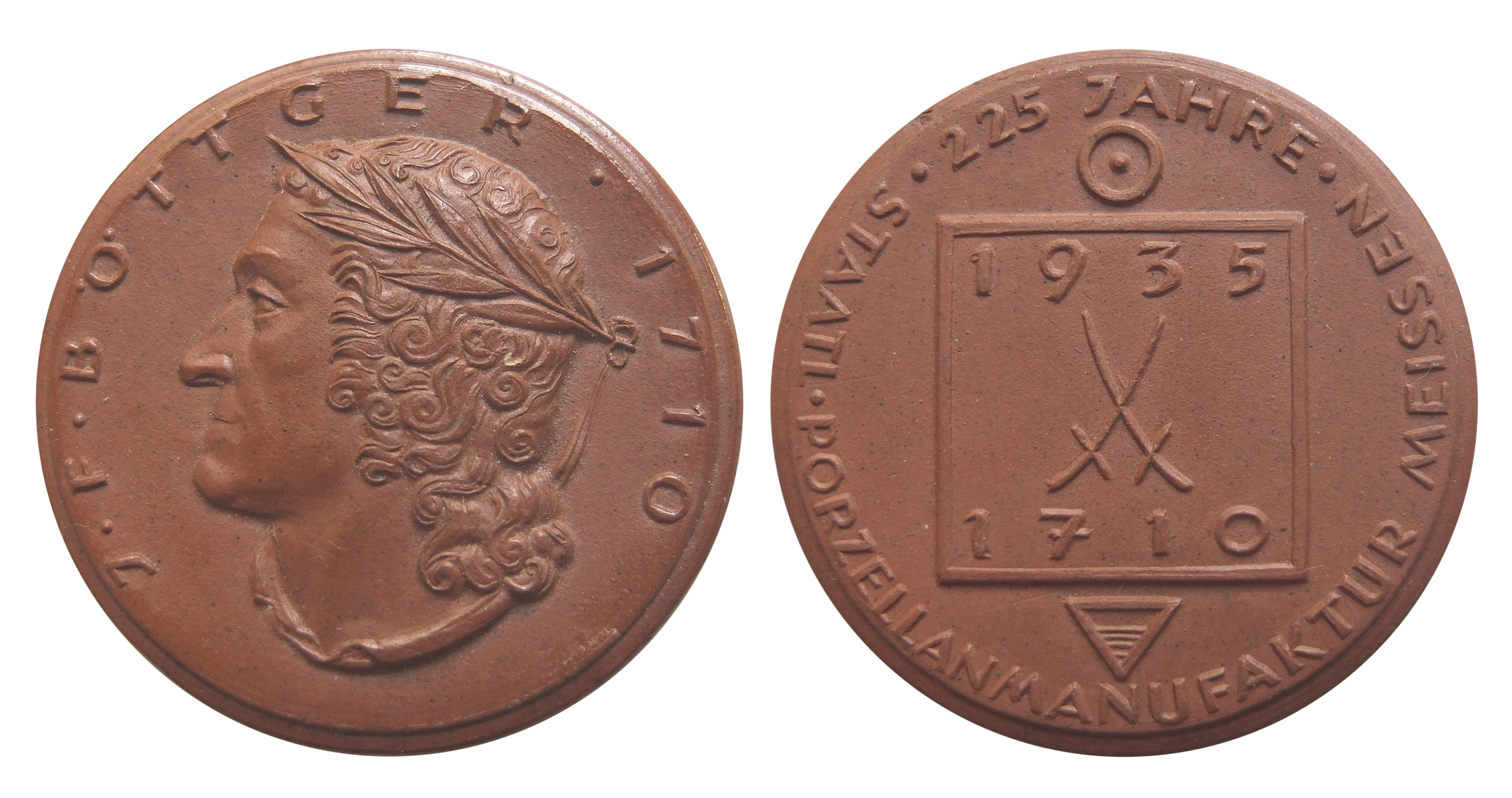
Medaille (1935) aus Böttgersteinzeug zur 225-Jahrfeier der Porzellanmanufaktur Meißen, Porträt von Johann Friedrich Böttger
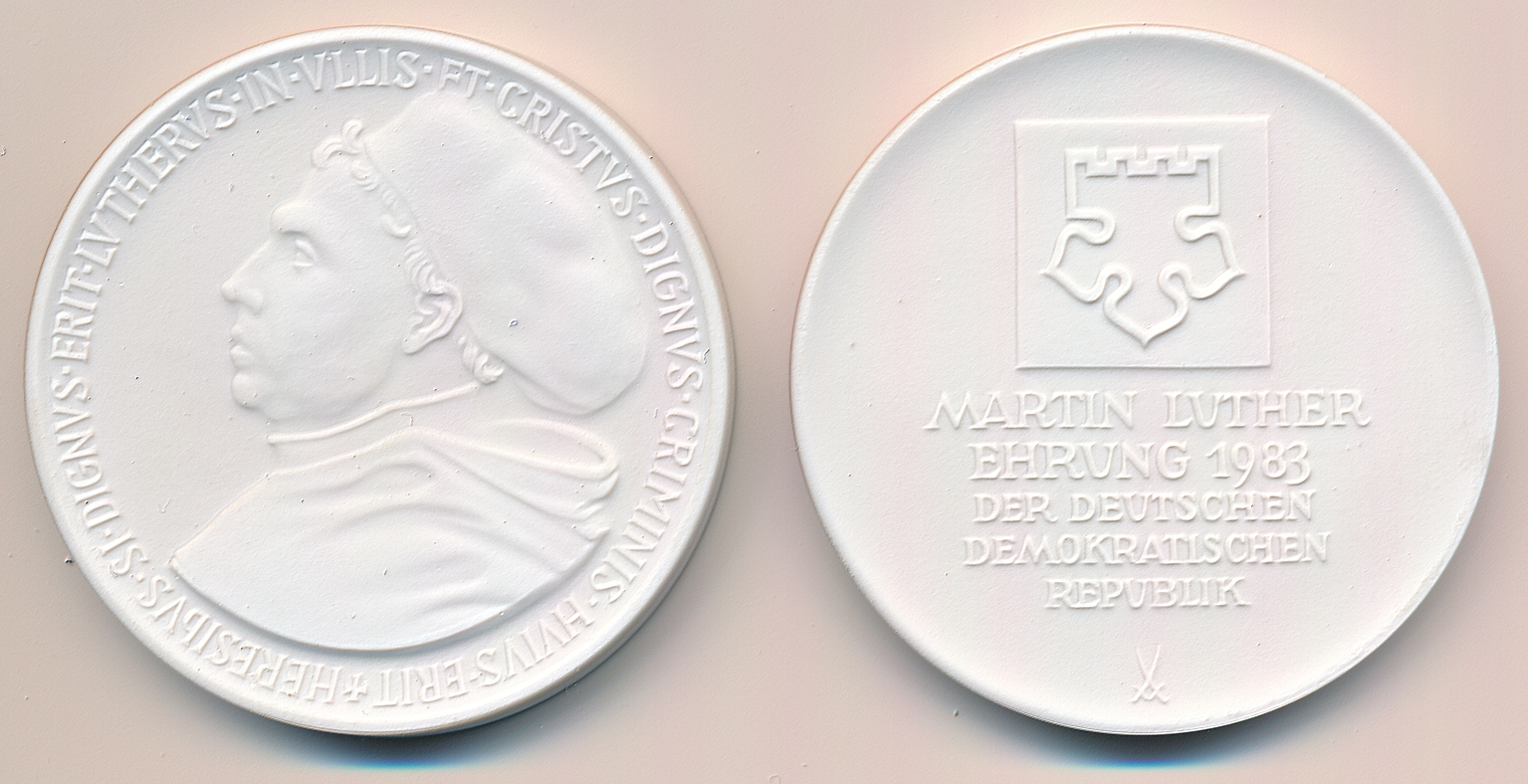
DDR-Porzellanmedaille aus Meissner Porzellan zum Lutherjahr 1983

## Hersteller
Das 1868 in Alt-Dresden gegründete Unternehmen Glaser & Sohn firmiert seit der Deutschen Wiedervereinigung als 1. Dresdner Medaillenmünze Glaser & Sohn GmbH. Unter dem Fokus Made in Germany brachte das von dem Sportverein SuS Phönix Bielefeld 09 e. V. herausgegebene TuWas-Magazin 2014 unter dem Titel Medaillen aus Deutschland einen illustrierten Artikel über in der Bundesrepublik Deutschland verbliebene traditionelle Hersteller und Prägeanstalten von Medaillen. Vorgestellt wurde darin beispielsweise die Firma STUCO aus Speicher in der Eifel, die eine Kooperation mit dem Deutschen Leichtathletik-Verband. Teils mit Bildbeispielen wurden auch die Firmen Intertecnica in Bonn, das Unternehmen Die Neue Linie (DNL) mit Sitz in Burgthann sowie der Umweltschutzgedanke der Kunstprägeanstalt HENECKA in Pforzheim präsentiert. Seit dem 18. Jahrhundert gibt es Keramikmedaillen aus Biskuitporzellan und Böttgersteinzeug aus der Porzellanmanufaktur Meißen.